# うみねこのなく頃に
『うみねこのなく頃に』（うみねこのなくころに、英題：Umineko When They Cry）は、同人サークル『07th Expansion』による日本のビジュアルノベル作品シリーズである。略称は「うみねこ」。タイトルは『うみねこのなく頃に』のように「な」を赤文字で表記する。
本項では、これを元に展開されている、漫画やアニメーションなどをはじめとするメディアミックス作品についても述べる。

## 概要
大富豪・右代宮家を中心に起こる事件の顛末を描く連作式のミステリー作品。出題編4編、展開編4編の計8編で構成される。シナリオおよびキャラクターデザインは竜騎士07。本編は2007年から2010年にかけてコミックマーケットにて頒布された。
各編の話数カウントは「Episode○」と表記され、各編のサブタイトルは「〜 of the golden witch」に統一されている。展開編以降は『うみねこのなく頃に散』（うみねこのなくころに ちる）へ改題される。
| 編                             | サブタイトル                 | 頒布日                       |                              |                              |                              |                              |                              |                              |                              |                              |                              |                              |                              |                              |                              |                              |                              |                              |                              |                              |                              |                              |                              |                              |
| 出題編『うみねこのなく頃に』   | 出題編『うみねこのなく頃に』 | 出題編『うみねこのなく頃に』 | 出題編『うみねこのなく頃に』 | 出題編『うみねこのなく頃に』 | 出題編『うみねこのなく頃に』 | 出題編『うみねこのなく頃に』 | 出題編『うみねこのなく頃に』 | 出題編『うみねこのなく頃に』 | 出題編『うみねこのなく頃に』 | 出題編『うみねこのなく頃に』 | 出題編『うみねこのなく頃に』 | 出題編『うみねこのなく頃に』 | 出題編『うみねこのなく頃に』 | 出題編『うみねこのなく頃に』 | 出題編『うみねこのなく頃に』 | 出題編『うみねこのなく頃に』 | 出題編『うみねこのなく頃に』 | 出題編『うみねこのなく頃に』 | 出題編『うみねこのなく頃に』 | 出題編『うみねこのなく頃に』 | 出題編『うみねこのなく頃に』 | 出題編『うみねこのなく頃に』 | 出題編『うみねこのなく頃に』 | 出題編『うみねこのなく頃に』 |
| ------------------------------ | ---------------------------- | ---------------------------- | ---------------------------- | ---------------------------- | ---------------------------- | ---------------------------- | ---------------------------- | ---------------------------- | ---------------------------- | ---------------------------- | ---------------------------- | ---------------------------- | ---------------------------- | ---------------------------- | ---------------------------- | ---------------------------- | ---------------------------- | ---------------------------- | ---------------------------- | ---------------------------- | ---------------------------- | ---------------------------- | ---------------------------- | ---------------------------- |
| Episode1                       | Legend of the golden witch   | 2007年8月17日                |                              |                              |                              |                              |                              |                              |                              |                              |                              |                              |                              |                              |                              |                              |                              |                              |                              |                              |                              |                              |                              |                              |
| Episode2                       | Turn of the golden witch     | 2007年12月31日               |                              |                              |                              |                              |                              |                              |                              |                              |                              |                              |                              |                              |                              |                              |                              |                              |                              |                              |                              |                              |                              |                              |
| Episode3                       | Banquet of the golden witch  | 2008年8月16日                |                              |                              |                              |                              |                              |                              |                              |                              |                              |                              |                              |                              |                              |                              |                              |                              |                              |                              |                              |                              |                              |                              |
| Episode4                       | Alliance of the golden witch | 2008年12月29日               |                              |                              |                              |                              |                              |                              |                              |                              |                              |                              |                              |                              |                              |                              |                              |                              |                              |                              |                              |                              |                              |                              |
| 展開編『うみねこのなく頃に散』 |                              |                              |                              |                              |                              |                              |                              |                              |                              |                              |                              |                              |                              |                              |                              |                              |                              |                              |                              |                              |                              |                              |                              |                              |
| Episode5                       | End of the golden witch      | 2009年8月15日                |                              |                              |                              |                              |                              |                              |                              |                              |                              |                              |                              |                              |                              |                              |                              |                              |                              |                              |                              |                              |                              |                              |
| Episode6                       | Dawn of the golden witch     | 2009年12月31日               |                              |                              |                              |                              |                              |                              |                              |                              |                              |                              |                              |                              |                              |                              |                              |                              |                              |                              |                              |                              |                              |                              |
| Episode7                       | Requiem of the golden witch  | 2010年8月14日                |                              |                              |                              |                              |                              |                              |                              |                              |                              |                              |                              |                              |                              |                              |                              |                              |                              |                              |                              |                              |                              |                              |
| Episode8                       | Twilight of the golden witch | 2010年12月31日               |                              |                              |                              |                              |                              |                              |                              |                              |                              |                              |                              |                              |                              |                              |                              |                              |                              |                              |                              |                              |                              |                              |

| 編     | タイトル             | 頒布日         |
| ------ | -------------------- | -------------- |
| 番外編 | うみねこのなく頃に翼 | 2010年12月31日 |
| 番外編 | うみねこのなく頃に羽 | 2011年12月29日 |
| 完全版 | うみねこのなく頃に咲 | 2019年10月4日  |

MangaGamerによる国際版が、2016年から2017年にかけてSteamにて配信された。国際版には原作の立ち絵や文章・音楽に加えて、新規立ち絵と英語モードが追加されている。英語翻訳はThe Witch Huntが担当した。
アルケミストによる本編のコンシューマー機器移植版が2010年から2011年にかけて発売された。また、エンターグラムによる本編と番外編を全て収録したコンシューマー機器向けの完全版が2021年に発売された。
メディアミックスとして、本編のコミカライズ版が2008年から2015年にかけてスクウェア・エニックスが刊行する漫画レーベルにて刊行された。また、小説版が2009年から2018年にかけて『講談社BOX』にて刊行された。さらに、本編の出題編を題材としたスタジオディーン制作によるテレビアニメが2009年7月から12月にかけて放送された。そして、進戯団 夢命クラシックスによる舞台作品が2022年より制作されている。

## 製作
07th Expansionの第一作目である『ひぐらしのなく頃に』の血脈を受け継ぎつつ、全く別の世界設定の作品になっている。ミステリー小説の名作「そして誰もいなくなった」のストーリーを下敷きにしながら、「嵐の孤島」「遺産を巡る争い」「洋館」「連続殺人」「予告状」「肖像画の碑文」「謎の怪人物」「不可解な怪現象」など、典型的なクローズド・サークルものの本格推理小説のオマージュが多数盛り込まれている。
シナリオおよびキャラクターデザインを担当する竜騎士07は今作が公式に発表される以前から、『ひぐらし』に続く次回作について「同じ舞台を何回も巻きもどして繰り返していく、それらを重ねて見ることで一本のシナリオでは見えないものが見えてくる」という“多層世界もの”とすることを早くから明言している。なお、今作では「推理をしても解かせる気など全くない。それでも魔女の仕業だと認めずに立ち向かう、あなたを屈服させるために用意した」とあらかじめ断りを入れており、「難易度の上昇を図っている」と述べている。
また、本作では自分の力で考えた読者のみが真相に辿りつけるよう、簡単に人に説明が出来る（すぐにネタバレできる）ような明確な答えの出し方はしないとも述べている。実際、本編のラストであるepisode8においても、作中における現実と創作（作中作）の境界は非常に曖昧なままであり、「何が真実で、どこまでが現実であるか」「何が（作者の想定する解答において）解くべき、解ける謎なのか」は読者の考察に委ねられている（ただし、竜騎士07自身は「考えることを止めなければ真相に辿り着くことはでき、実際に辿り着いた人もいる」としている）。これについて竜騎士07は「自力で真相に辿り着いた人の名誉を守るため」としている。
ただし、これらはあくまで作者である竜騎士07の主張であり、公式の解が発表されないという作品の特色上検証は不可能であるということを踏まえておく必要がある。また後述のヘンペルのカラスの項にあるように、用語に関しては原義から離れた使用法をされているものもある。

### 執筆
Episode3
竜騎士07によれば、Episode3は当初の予定よりも大幅に難易度を下げているという。当初は「Land of the golden witch」として、より極悪な難易度の作品を発表する予定だった。しかし、Episode2の読者の反響を受けて、「Land」では読者たちが物語を理解できないと判断し、難易度を下げるに至ったという。竜騎士07は難易度を下げるにあたって、本来は解答編で明かす予定だった情報をEpisode3で先んじて提示していると語った。竜騎士07はその一つとして、「シュレディンガーの猫箱」の世界観を挙げた。
Episode8
竜騎士07によれば、本編とエピローグとの間で年月が経過した理由は「心の整理」にある。大きな事件や悲劇を経験した直後では、その影響がまだ心に強く残っており、冷静に物事を振り返ったり、心の整理をすることが難しい。そのため、事件の悲しみや痛みが癒える「空冷期間」が必要なのだという。本編とエピローグとの間にある何十年もの空白の時間は、縁寿にとって空冷期間だと竜騎士07は語った。

## ゲームシステム
前作『ひぐらしのなく頃に』と同じく、基本的には「選択肢のないサウンドノベル」であり、ゲームというより電子小説に近い形態となっている。選択肢ではなく、プレイヤー自身が謎解きに挑むというプレイスタイルが推奨されていることも前作と共通する。
新Episodeのソフトにはそれまでの過去Episodeを全て収録して発売する形態がとられており、Episode4のソフトがあれば出題編を全てプレイすることが可能である。展開編についても同様で、最新作であるEpisode8のソフトにはEpisode5、6、7が同梱されている。
各Episodeでは本編ストーリーを読了した後に、タイトル画面に「Tea Party（お茶会）」と呼ばれる項目が新たに加わり、ここからサイドストーリーを閲覧することができるようになっている。また、お茶会を読了するとタイトル画面に「????」という項目が加わり、第二のサイドストーリーの閲覧が可能である。

## あらすじ

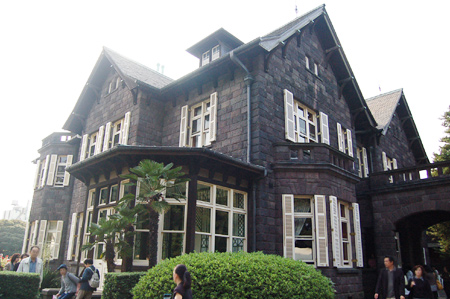
旧古河庭園 洋館

時は、1986年10月4日。舞台となるは、大富豪の右代宮（うしろみや）家が領有する伊豆諸島の六軒島。年に一度の親族会議を行う為に、当家の親族達が集結しつつあった。一見和やかに、久しぶりの再会を楽しむ親族たち。
しかし、島で待っているのは「当主死亡後の財産分割問題」という、親族同士に暗雲を呼び込む議題。かつて当主が、島に隠れ住んでいるとされる魔女ベアトリーチェから、資金調達の担保の為に授けられたとされる10トンの金塊を巡って、長男の横領を疑う親族たち。
それに対して、親族たちの困窮を見透かすかのように反撃に出る長男。さらに余命の迫った当主は、最愛の魔女ベアトリーチェの復活を願っており、自らの命だけでなく、親族郎党・資産の全てを生贄として捧げようとしていた。
そして、まるで彼らを閉じ込めるかのように、島は台風によって外部から隔絶され、巨大な「密室」と化してしまう。魔法陣が描かれた殺人現場から次々と新たな犠牲者が出ていく中、欲望と疑心の渦巻く六軒島に、魔女ベアトリーチェからの予告状が続々と届けられていくのであった。
はたして、これらは人間の起こした連続密室殺人なのか、それとも魔女の魔法によるファンタジーなのか？　各章ごとに繰り返される連続殺人事件の真相を、プレイヤーは神の視点から解き明かしていく。
各エピソードのあらすじ
- episode1 - episode2 - episode3 - episode4
- episode5 - episode6 - episode7 - episode8
- うみねこのなく頃に翼
- うみねこのなく頃に咲

## ストーリー解説
本シリーズは、孤島、六軒島（架空の島）の洋館を舞台にした連続殺人事件を軸にしたミステリーである。1986年10月4日から5日の六軒島で資産家一族右代宮（うしろみや）家とその関係者が次々と殺害されるという物語が、魔女たちが見守る中、異なる内容で繰り返し語られ、その真相が議論される。作中で発見される死体の多くは密室内で残虐に装飾されており、魔女ベアトリーチェが魔法で殺人を犯したと説明される。物語は虚実に満ちており、何が真実であるかは不明確なままにされる。以下に物語の表面上の筋に基づいて説明する。

### 魔女のゲーム
作中の連続密室殺人事件は、黄金と無限の魔女ベアトリーチェ（以下、ベアト）が推理ゲームのために作り出した世界、ゲーム盤上の出来事、劇中劇である。六軒島の18人の人々はゲーム盤に囚われ、魔女が新しいゲームを始めるたびに事件の2日間を繰り返させられる。また、六軒島はシュレディンガーの猫のはいった箱（猫箱）に例えられ、その箱の中の真実が外部に知られない限り、無限の可能性が共存しつづけると説明される。
主人公は事件の当事者の一人である青年、右代宮戦人（うしろみや ばとら、右代宮家当主の次男と先妻との子）。彼は一族の中でただ一人、魔女の存在を認めず否定したために、幻想の世界に呼び出され、ベアトの主催する推理ゲームに参加させられる。このゲーム上でベアトは魔女による不可解な密室殺人事件の物語を語ることで、自身が真に魔女であることを証明しようとする。一方で戦人は頑なに認めず、人間とトリックで全てを説明しようとする。当初、戦人は一族を解放するために魔女を全否定しようとするが、しだいに魔法への理解を示していく。ついには真相に至ったとされ、自らゲームを主催し、ベアトの真の目的である戦人との恋の成就を叶えさせる。
ベアトと戦人のゲームは他の魔女たちの興味を引き、観劇の対象になる。奇跡の魔女ベルンカステルは魔女の敗北に賭け戦人を支援するが、真実の無配慮な暴露を求め戦人と対立する。絶対の魔女ラムダデルタはゲームの永遠の引き分けに賭け、しばしば戦人に肩入れする。

### 12年後（1998年）
作品の舞台は1986年の六軒島にとどまらず、12年後の1998年の場面も挿入される。1998年の現実世界において、右代宮一族が大量死亡したことは事実として扱われる。また、ベアトが語るのと同様の魔女殺人事件の物語がボトルメールで発見されており、さらにネット上で事件の真相を巡る議論や、模倣による新作発表がなされている。ただし、警察の調査では事故と断定されており、右代宮絵羽（うしろみや えば、長女、戦人のおば）が生還している。
事件当時、母の実家に預けられ島にいなかった右代宮縁寿（うしろみや えんじぇ、戦人の腹違いの妹、18歳（事件当時6歳））は、当時のことを何も語らない絵羽を真犯人と疑い、絵羽が亡くなると事件の真実を求める旅に出る。1986年の物語と1998年の物語はしばしば交錯し、1998年の縁寿はベルンカステルに導かれ幻想の世界で1986年の戦人と対話する。

## 六軒島
六軒島（ろっけんじま）
伊豆諸島の中に含まれる、全周10キロ程度の小さな島。
以前は6時間ほどの船旅を経る必要があったが、最近になり近隣の新島には飛行機が離着陸するようになったらしく、そこから漁船で30分ほどの距離にある。また、島全体が右代宮家が所有している私有地である為、右代宮家とその関係者以外でこの島を訪れる者はいない。
船着場と屋敷以外には施設はなく、浜辺と森林などは開発されずに残っている。船着場から本館までの道のりは、かなり曲がりくねった長い坂道になっている。六軒島の大部分を占める広大な森には魔女ベアトリーチェが住んでおり島を支配していると言われ、使用人たちから畏れられている。
右代宮家 本館
本館は、地上3階・地下1階の本格的な洋館である。1階の玄関前には、魔女ベアトリーチェの肖像画があり、黄金の隠し場所とされる碑文が記されている。当主の書斎近辺は実験による悪臭がたちこめることもあり、親族たちの不評を買っている。また、書斎のドアノブには魔除けとされる装飾が施されている。
渡来庵（とらいあん）
通称「ゲストハウス」と呼ばれており、本館の隣に建造されている。
元々は蔵臼が高級リゾートホテルとして開業しようとしていたが、事業計画の凍結により現在では客人用の宿泊施設として使用されている。
親族らの宿泊の際には主にこのゲストハウスが利用されており、概ね好評のようである。
肖像画の碑文
右代宮家の本館1階にある玄関広間には、魔女ベアトリーチェの巨大な肖像画が2年前より掲げられている。その下の碑文には、黄金の隠し場所とされる暗号文が刻まれている。
魔女の貴賓室
金蔵により、立ち入り厳禁とされている客室。
誰も使用することはないため、金蔵の愛する魔女ベアトリーチェの為の部屋だと言われている。そのため、当主と同格の扱いとして常に清掃がされている。
バラ庭園
本館前の傾斜にはかなり大規模なバラ庭園が造られており、使用人達によって管理されている。
元々は素朴な庭園だったが、蔵臼のリゾート化計画に伴い見事なものへと変化した。
同じ種類のバラではなく、様々な種類のバラで彩られている。
鎮守の社
船で六軒島に至る際に見える、鳥居と祠。祠の中には霊鏡が納められている。
夏に紫色の雷により岩礁ごと社が破壊されたと言われていて、現在は無くなっている。
太古の昔には、六軒島は「小豆島」と呼ばれて畏れられていた。その名の由来は「悪食島」であり、暗礁が多くて海難事故が絶えず、悪霊が住み着いて人々の魂を食らっていると思われていた。そこに旅の修験者が社を作り、鎮魂をしたことで収まったらしい。
開かずの礼拝堂
本館から少し離れた位置にあり、数分ほど森を歩いた場所にある。
かなり古い建物であり、一族は金蔵から礼拝堂に近寄ることを固く禁じられている。入り口には施錠がなされており、鍵は1つだけしかない。
九羽鳥庵（くわどりあん）
六軒島の原生森の中にある隠れ屋敷。
その存在は家族にも秘密にされ当主の金蔵に近しいごく一部の人間にしか明かされていない。
かつて金蔵が「ベアトリーチェと呼ばれる愛人」を住まわせていたと言われている。

## 用語解説
本作品中には、古典的な洋館ミステリーやゴシックホラーが持つ不気味な雰囲気を演出するため、様々なキーワードやアイテムがちりばめられている。

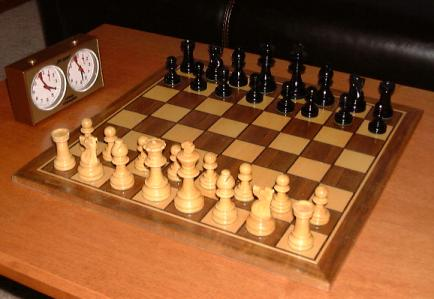
チェスセット

六軒島大量殺人事件
1986年10月4日 - 5日にかけて、六軒島で起こったとされる右代宮一族惨殺事件。
世の好事家たちからは、「魔女伝説連続殺人事件」とも呼ばれる。
『うみねこのなく頃に』はこの六軒島大量殺人事件の謎を解く物語である。
右代宮（うしろみや）
日本を代表する大富豪の一族。
戦前に養蚕で財を成した名家だったが関東大震災で没落。それを現在の当主である右代宮金蔵が持ち前の才能と強運で再興させた。
右代宮家は震災でほとんどの一族が亡くなったため、今では金蔵とその子供、孫だけが右代宮の一族となる。
親族会議
右代宮金蔵の子供たちは右代宮本家の財産の融資を受けて独自の事業を起業しているため、年に一度、金蔵が住まう六軒島に集まって当主への事業報告を行う。これを右代宮一族では「親族会議」と呼んでいる。
ベアトリーチェの黄金伝説
右代宮金蔵が若い頃に「魔女ベアトリーチェ」から貸し与えられたという10トンの金塊。
金蔵はこの黄金を担保にして莫大な資金を調達し、成功を収めていったという。最高純度の純金インゴットは、鋳造には高度な技術力が必要とされる。鋳造元・銀行名などの刻印がなく、右代宮家の家紋のみが刻まれている。
肖像画
ベアトリーチェを描いた巨大な肖像画。
右代宮家当主の金蔵が魔女ベアトリーチェの存在を一族郎党に信じさせるために自分の館の玄関に飾らせた。
ゲーム中ではこの肖像画に描かれた絵が何らかの原因を切っ掛けに変化するという演出がされることがあり、本作の謎の1つになっている。
碑文
上記肖像画の下に設置された石碑に刻まれた碑文。暗号詩の形をとっている。
ベアトリーチェから貸し与えられた10トンの金塊の隠し場所を示しているとも、金蔵は碑文の謎を解いた者に当主の座を譲るつもりだとも、様々な噂が流れているが、金蔵自身は碑文については一言も語っていない。実のところ謎自体はそれほど難解ではなく少し頭をひねれば分かる程度にすぎない。解答通りに礼拝堂のレリーフを動かせば10トンの金塊が手に入る。
黄金郷
上記碑文に記されている理想郷。
碑文によると、魔女は選ばれたものを黄金郷に招待し4つの宝を授けるとある。
右代宮の親族の中には、黄金郷とは10トンの金塊の隠し場所の比喩だと信じている者もいる。
魔女の手紙
親族会議の1日目に「黄金の魔女ベアトリーチェ」を名乗る差出人から親族一同に送られてきた手紙。
全てのエピソードでの連続殺人は、この手紙が親族たちの前で読まれた後に開始されているため犯行予告とも取れる。金蔵所有の片翼の鷲の紋章がついた封筒に、当主の証である指輪による封蝋がされており、この手紙が右代宮家当主の言葉と同じ権威を持つことを示している。
手紙の内容は、魔女ベアトリーチェが金蔵に貸し与えた黄金の利子を回収するためにこれから右代宮家の全てを奪うということと、碑文の謎を誰かが解けば利子回収はストップし、10トンの黄金と右代宮家の全てが碑文を解いたものに与えられるというものである。
また、連続殺人が始まってからも、生き残った者たちを煽るかのような文が書かれたさらなる手紙が次々と届けられてくる。
「19人目」
六軒島に閉じ込められた人数は18人。
『うみねこのなく頃に』の物語では、この18人の中に犯人がいるのか、それとも未知の「19人目」が存在してその人物が殺人を犯しているのかが、推理の重要な焦点となっている。
密室
本作品ではミステリー作品としてみても稀有なほどに「密室」の概念が頻出する。
殺人事件の多くは密室によって行われ、また、嵐に閉ざされた島自体も密室（クローズドサークル）として描かれている。
ウィンチェスターライフル
西部劇などによく登場するライフル銃。金蔵が所有しており、連続殺人が起こってからは生き残った者の護身用の武器となる。
テレビドラマ『拳銃無宿』で登場した、銃身と銃床を極端にカットしたカスタムタイプが有名であり、作中に登場するのもこのタイプである。
チェス
『うみねこのなく頃に』ではチェスをモチーフにした演出が多数挿入されている。
ベアトリーチェや金蔵は連続殺人をチェスのゲームに見立てた発言を繰り返しており、エンドロールやTIPSでは「魔女の棋譜」という形で被害者リストが表示される。
煉獄の七杭
柄に悪魔の意匠が施された小型の杭。太いアイスピック状の形状をしており騎兵のランスにも似ている。
六軒島大量殺人事件では碑文の内容に見立てられ、多くの死体にこの杭が突き刺されている。
作中での魔法的な解釈によると、7つの大罪を象徴する、七対の魔力を持つ杭とされる。煉獄の七杭は術者の命令に従い、望む獲物の望む部位に正確に打ち込まれる。また、威力は命中部位によってコントロール可能。これらの特徴によってニンゲンの犯人では不可能な殺人を成すことができる。非常に強力な武器だが、7つの大罪を犯さない者や強い魔力耐性を持つ者は、攻撃対象に指定できない。
黄金の蝶
ベアトリーチェの化身であるとも言われる、謎の発光をする蝶。
夜間の見回りをしている使用人が遭遇することがあるらしく、畏れられている。また、蝶を追いかけて大けがをし、辞めた使用人もいた。
親族の序列
右代宮家では血縁の順序により序列が決まっており、それに従ってテーブルの席が決められている。序列は当主である金蔵がトップで、以下、金蔵の子、金蔵の孫、子の配偶者と続く。同一ランクの中では、金蔵の子4人の長幼に準拠する。
現在の序列は、上位の者から順に金蔵、蔵臼、絵羽、留弗夫、楼座、朱志香、譲治、戦人、縁寿、真里亞、夏妃、秀吉、霧江となっている。本来楼座の夫が座るべき席には、金蔵の主治医である南條が座っている。
片翼の鷲
右代宮家において、限られた者だけに着用を許されている鷲の模様。
右代宮姓の中では、金蔵から真里亞までが何らかの形で身に纏っている（ただし、直系の血族のみで、夏妃ら配偶者には許されていない）。源次・紗音・嘉音については、使用人でありながらも金蔵の厚い信頼を受け、例外的に片翼の鷲を許されている。各人それぞれ、翼のある部位・模様・枚数などが異なっている。
家具
右代宮家での使用人の蔑称。
使用人は生きた家具のようなものにすぎず、人間以下の存在であるとする前時代的かつ差別的な考え方からきている。
メッセージボトル
六軒島大量殺人事件の詳細な経緯が書き記されているとされる謎の紙片。
紙片はワインボトルに詰められ、メッセージボトルとして近隣の島に流れ着いていたのが発見された。紙片には「右代宮真里亞」の署名がされており、事件が魔女によって起こされたとも捉えられる荒唐無稽な内容が書かれている。この手紙の発見により、事件の神秘性が飛躍的に高まり、六軒島事件は世界中の好事家たちから「魔女伝説連続殺人事件」と呼ばれるようになった。

## 作品の多層性
前作『ひぐらしのなく頃に』では物語の各編ごとがどういう関係になっているかということが重要な要素となっていたが、今作では前作以上に複雑な多層構造が形成されている。
各エピソードのつながり
今作のそれぞれのエピソードはどれも1986年10月4日から5日の六軒島での物語を描いたものである。それぞれのエピソードはパラレルワールド的な関係であるように見えるが、後述するメタ世界からの視点では連続した繋がりがあるようにも語られている。
メタフィクションとしての構造
今作では、本編の主人公である「右代宮戦人」が、島の伝説に語られる魔女や悪魔達と共に各エピソードの物語を観劇しながら、事件の真相について論戦を繰り広げるというシーンが随所に挿入されている。
この論戦シーンでは「物語の登場人物達が、自分の出演している物語のフィクション性について議論している」というメタフィクションの要素が色濃く押し出されており、戦人は自分が出演しているこの物語が現実的なトリックで推理可能なミステリー作品であると主張し、魔女達はこの物語をなんでもありのファンタジーであると主張している。
（以後、魔女と戦人が論戦している世界を「メタ世界」と仮称する）
今作は物語世界で発生する六軒島での殺人事件の描写と、メタ世界の論戦の描写が同時進行して描かれ、時には混ざり合うという複雑な構造をもって描かれている。
幻想描写
今作では、メタ世界の魔女が物語世界で現実に起こった描写をプレイヤーに対して隠し、代わりに暫定的な状況説明として一見虚構としか思えないファンタジー的な描写をプレイヤーに見せているという設定により、物語自体が現実と虚構とが入り混じった多層的なものとなっている。
物語の世界がどのような多層構造になっているのか、また、なぜこのような多層的な世界設定が存在しているのかなどは、プレイヤーが挑むべき主要な謎の1つであり、エピソードが進むたびに世界の秘密が段階的に明かされていく。本作でのプレイヤーの立場は「各エピソードにおける殺人事件を魔女ではなくニンゲンの仕業と推理すること」とされているが、この虚実入り混じった多層的な世界設定をどう解釈するかについてはプレイヤーの自由な推理に任されている。
これら複雑な多層構造は本作における作風の特徴となっていると同時に、推理の難易度を大幅に上昇させる要因となっている。一方で、後述する「赤文字システム」や「探偵権限」など、謎解きの強力な手助けとなる要素も多数存在する。

## 作品設定

### 思考理論
今作のメタ世界においては、「推理」は魔法とみまごうばかりの不可思議な力を持つ。推理によって現実が改変されたり、推理が文字通りの「言葉の刃」となって敵を傷つけることさえある。そのような特殊な作風もあってなのか、今作のキャラクターたちが行う推理は、通常の本格ミステリー小説の探偵が行うような演繹や帰納などとは全く異なる独自の思考方法に則ったものがいくつか存在している。
チェス盤思考

「チェス盤をひっくり返すように、物事をイメージする」という思考術。ゲーム理論を愛好している霧江が愛用している。「ちゃぶ台をひっくり返す」のひっくり返すではなく、180度回転させて相手側と自分側を入れ替えると言う意味での「ひっくり返す」である。チェス盤をひっくり返してみる（＝相手側に立って考える）と、自分側からは思いもよらなかったことが分かるというもので、彼女の昔からの口癖である。主人公である戦人も、この理論に感銘を受けており、劇中にてしばしばこの論理を用いる。
前提条件として、相手の立場・状況や性格・能力、さらにはゲームの勝利条件が明らかであることが必要であり、相手が必ず最善手を指すことを前提に理論を展開することから、最善手を指さない相手の場合には、この理論はまったく成り立たない。
悪魔の証明
メタ世界での論戦における思考ルールの一つで、「完全な反証ができない限り、あらゆる仮説は認められる」というもの。
本作のメタ世界での論戦では「悪魔の証明」は魔女側の基本戦術として使われている。戦人が殺人事件に魔法などは関与していないと主張しても、事件は人間によって行われたという決定的な証拠が発見されない以上は、戦人は魔法説を否定できないのである。ただし、同時に、戦人は悪魔の証明を逆手にとって「事件が人間によって起こされた可能性は誰にも否定できない」と主張することもできる。このためメタ世界の論戦の実態は、真実を見つけ出すということよりも、自分の仮説（真実とは異なっていてもよい）を相手に認めさせることに近いものとなっている。「悪魔の証明」のルールの元では、相手の仮説に飲まれて先に心が折れた方が敗北となる。
ヘンペルのカラス
上記「悪魔の証明」に付随する形で存在するメタ世界の思考ルール。「相手の仮説に完全な反証ができれば、自分の仮説を証明する義務なく自動的に勝利になる」というもの。「悪魔の証明」のルールだけでは決して心が折れない2人が論戦すると千日手になって永久に決着がつかなくなるため、「ヘンペルのカラス」による決着のルールが存在する。
完全な反証というものは現実の世界ではとても難しいものであるが、メタ世界では後述する「赤き真実」を使用することでそれが可能となっている。
作中の説明では「“妾が聡明である”という事実を知るだけで、全人類は愚かであることの何十億人分もの証明が直ちに終了してしまう」としているが、これは本来のヘンペルのカラスでは証明することはできず、対偶としても正しくない。
赤き真実
メタ世界で使用される特殊な発言形式。発言を赤文字●で示すことで、その内容が絶対的な真実であると証拠を提示せずに保証できる。ただし、虚偽を含めることはできず、ゲームを進行不能にする発言には使用できない。
復唱要求
自分で立てた仮説を突きつけ、魔女に対してそれを赤文字で復唱するように要求すること。赤文字で復唱されれば自分の仮説は真実であることが証明される。また、死体が本人であるか、密室の状態は完全か、など事実関係の確認にも使用される。
ルール外の話術であるため強制力はなく、魔女は復唱要求を拒否することもでき、「なぜ拒否したか」について理由を述べる義務もない。しかし、復唱せずに拒否したという事実から戦人は何かヒントをつかむ場合がある。ただし、「復唱できなかった」「復唱できるが、あえてしなかった」の判断が常に求められるため、迷いを生むこともある。
青き真実
メタ世界で使用される特殊な発言形式。相手の主張に対する具体的な反論や仮説を青文字●で示すことができる。青き真実が示された場合、相手はそれ対して、赤き真実で反論する義務を負う。ただし、青は相手の説を直接否定する具体的な内容に限り使用でき、単なる事実確認や一般的な質問には適用できない。
ゲーム終了時刻（1986年10月6日0時1分）までに魔女側が青に反論できなかった場合、人間側の勝利となる。逆に、魔女側が1分以内に少なくとも1つの反論を提示できれば、魔女側の勝利となる。
黄金の真実
メタ世界で使用される特殊な発言形式。そのゲームのゲームマスターだけが使用できる神聖なる真実であり、金文字●で示される。これは赤き真実とは異なる方法で紡がれるが、その力は赤き真実と同等である。場合によっては赤き真実に劣ることもあれば、逆に勝ることもある。
面による推理
今作において戦人およびプレイヤーにとって有効であるとされている思考方法。たった1つの有力な推理だけにこだわり続けるのでなく、旺盛な想像力で出来る限り様々な仮説を同時に展開していこうというもの。このような思考方法を作中では「的の中心点に対して矢が1本でも当たれば良いのならば、たった1本の矢に全てを賭けるのでなく、的の面全体に何本もの矢を放って、そのうちの1本が当たればよい」という比喩で「面による推理」と呼んでいる。
ノックス十戒
天界大法院の天使たちが用いる異端審問の戒律。物語世界に「存在してはならない」ものを十の条文で規定したもの。
天界大法院の天使たちは、この条文を赤き真実で唱えることができる。物語世界中で条文に違反している事象は存在を否定され「幻想描写」であったことにされてしまう。十戒による存在否定は上述した「悪魔の証明」を上回る力を持つ。
ノックス十戒が「物語世界に存在してはならない」とする事象は、フェアな本格ミステリーの世界で存在してはならないとされている事象である。具体的には、「探偵」に発見できない証拠、隠し扉、隠し通路の存在や、未知の道具や人物、超自然的な探偵方法などである。
ノックス十戒は第1条から第10条まであり、現実の「ノックスの十戒」と類似した内容となっているが全く同一ではない。特に、第5条が欠番となっているところが大きく異なる。
探偵
この物語において謎を暴く手助けとして用意された特別な存在が「探偵」である。物語世界においてのニンゲン側キャラクターが探偵になることが可能。探偵キャラクターの決定は、メタ世界におけるニンゲン側陣営が「探偵宣言」を行い、物語のゲームマスターが認めることにより受諾される（ただし、ヱリカ登場以前のゲームでは、戦人が「探偵」だったと赤文字で示されている）
「探偵」は、その物語中において捜査を誤ることはない。現場検証を行えばそれを邪魔されることはないし、探偵に発見できない隠し部屋や通路は存在しない。この物語において探偵が行う役目とは「どのような秘密がどこに/誰に隠されているか」を推理することであり、探偵が調べた場所や人に探偵が疑っていた通りの秘密が隠されていればそれは「必ず」暴かれる。探偵が調べた場所や人に探偵が疑っていた秘密が発見されなければそんな秘密は「必ず」存在していないのである。
また、探偵キャラクターの視点から一人称で語られた文章は幻想描写が混じらないという特徴がある。つまり探偵は「信頼できない語り手にならない」わけであり、地の文で嘘をつくことが許されている『うみねこ』においては、プレイヤーの推理の強力な手助けとなる。
リザイン
チェス用語で「投了」を意味する言葉。作中では最終的な敗北宣言ではなく、相手の一つの仮説を否定しきれないまま論戦を終える時に宣言する。
ニンゲン側では「魔法」がトリックで説明しきれない場合など、魔女側では復唱要求や青文字に即時返答できない（したくない）場合などに「リザイン」を宣言することで一時論戦を打ち切り、ゲーム盤上の状況を進める。
ゲームの最終的な勝敗は「相手を屈服させること」で決定するので、場面ごとのリザインはあまり重要視されない。

### 魔法理論

シュレーディンガーの猫

六軒島の事件においては魔女や魔法の影が常にちらついているが、これらは曖昧模糊としたものではなく、明確な理論や思想の元に存在するものとなっている。この事から、魔法と自称されるものの正体を探ることもプレイヤーに求められている推理要素の1つになっている。
魔法
魔女や悪魔が使う超自然的な力のこと。不可能を可能にする万能の力のようにも見えるが、実際にはいくつかの魔法大系に分かれており、系統ごとに得意とする魔法が異なるようである。また、反魔法力のある者たちの前では魔法は使えない。
「無限」
魔女ベアトリーチェの持つ魔法大系にして称号。作中では「一人を“無限に”殺す力」ともされており、無限の魔法を使えば、殺したものを生き返らせてはまた殺すことが可能である。死者を生き返らせるという意味では後述の称号「反魂」と類似するが、この魔法では死者を生き返らせたままにはしておけず、最終的に必ず殺さなくてはならない。
「黄金」
魔女ベアトリーチェの持つ魔法大系にして称号。過去に10トンもの黄金を生み出したとされる。また、本編中では「黄金郷」と呼ばれる理想郷の伝説が語られており、「黄金の魔女」の称号を持つベアトリーチェは、魔法の儀式を完成させることで六軒島の住人たちを黄金郷へ招待することができるとされている。
「奇跡」
魔女ベルンカステルの持つ魔法大系にして称号。事象を何度も繰り返すことで、確率が完全な0%でない限りは必ず自分の思ったとおりの結果を導き出すことができる。
例としては、スゴロクでサイコロの目が6になるまで何度も振りなおすことを「奇跡」の魔法という。
「絶対」
魔女ラムダデルタの持つ魔法大系にして称号。努力が必ず報われるようになる魔法であり、努力に応じただけの結果がもたらされる。強固な意思の力があれば、どんな不可能なことでも自分の思い通りの結果が導かれる。
「千年」
多くの魔女たちが持つ称号。千年（もしくはそれ以上）の長き時を生きることができることを表す。あまりに長く生きていると退屈により滅びることがあるらしく、退屈を避けるために刺激を求める魔女も多い。中にはニンゲンをいたぶって退屈を紛らわすものもいる。
「原初」
魔女マリアの持つ魔法大系にして称号。想像したものをゼロから創造する魔法。
「反魂」
魔女エンジェ・ベアトリーチェが習得しようとした魔法大系。文字通り死者を蘇らせる魔法。
「真実」
探偵古戸ヱリカが習得しようとした魔法大系にして称号。「真実に堪える」魔法。
「観劇」
魔女フェザリーヌの持つ魔法大系にして称号。メタ世界のさらに外側から『うみねこのなく頃に』の世界を観測することができる。

魔女
魔法の使い手のこと。男の場合は魔術師と呼ばれるが本質は変わらないようである。
ニンゲン
魔女や魔法と言った幻想の世界と関わりが薄い者たちのこと。カタカナで書かれる。
反魔法力
魔法を信じようとしない力。多くのニンゲンが持ち、魔女やそれに類する者からはたびたび「毒素」と称される。反魔法力が高い場所では魔法は効果を発揮しないため、本作においては「魔法を信じない者の前では、魔女は魔法を使えない」という法則が存在している。
魔法を信じようとしない者に魔法を信じさせるためには、「ニンゲンでは不可能なことが行われた痕跡を残しておき、それを目撃した者が『ここで魔法が使われたんじゃないか』と思ってしまうようにする」という方法しかない。その痕跡というのが本作で頻発する「見立て殺人」である。
対魔法抵抗力
魔法的脅威に対抗する力。数値で表されることもあり、これが極限まで高まった場合は神話級魔法攻撃も通用しなくなる。
召喚術
異界から幻想の住人たちを呼び出して、自分の命令に従わせる魔法。本編中に出てくる多くの魔女が使用できる。
カケラ
魔女たちの中でも「航海者」と呼ばれる上位の存在が認識している特殊な概念。カケラとはいわゆる平行世界のようなもののことらしく、可能性の数だけカケラは存在する。航海者たちはカケラを自由に移動することができる。
シュレディンガーの猫箱
量子力学の有名なパラドックスの1つ。量子力学の世界では素粒子レベルの現象は人間が観測するまではあらゆる可能性が交じり合っている状態だという考え方があるのだが、その考え方だと、「ランダムな確率（本来は放射線の発生）で毒ガスが出る箱の中に猫を入れた場合、箱の中の猫が死んでいるか生きているかは箱を開けて中を確認するまでは決定されない」という奇妙な論理がまかり通ってしまうというもの。
魔女によると、1986年10月6日の六軒島は物理的にも魔法的にも外界から隔離されており、「猫箱が開けられる」まではどんなデタラメな虚構も否定しきれないとされ、それゆえに本作のテキストには虚実が混ぜられている。
猫箱理論は、魔女にもニンゲンにも有効である。戦人はメタ世界で見せつけられる直接的な魔法描写に反論できなかったが、猫箱が開けられていないゲーム盤上ではそれが魔女側の「主張（可能性の一つ）」にすぎず、ニンゲン犯人説を否定する根拠にならないとして、以降の論戦を立て直した。
ゲーム盤
無限の魔女にして黄金の魔女であるベアトリーチェが作り出した魔法概念。「カケラ」とは似て非なるもの。「ゲーム盤」は1986年10月4日から5日の六軒島を再現した擬似世界とでもいうべきものであり、『うみねこのなく頃に』の多くのエピソードはこの魔女のゲーム盤上で行われている舞台劇のようなものとされている。メタ世界に登場するキャラクターたちは、物語世界を文字通りのゲーム盤のように俯瞰できる。
メタ世界ではゲーム盤はチェスに似たものとして描写され、魔女たちは物語世界で起こる事件の様子をチェス用語で比喩することも多々ある。
ゲームマスター
ゲーム盤を作り出すことができる魔女・魔術師のこと。ゲームマスターとなった魔女・魔術師はゲーム盤上のほぼ全てのキャラクターを「駒」として自由に行動させることができる。そして、メタ世界に閉じ込めたニンゲン側プレイヤーと推理合戦を行うために、「駒」を利用してゲーム盤上の世界に不可能殺人事件を演出しなくてはならない。魔女と推理合戦をすることになるメタ世界のニンゲンもまた、自身を「駒」としてゲーム盤の世界で動かすことができる。
密室の状態、人物の配置などもゲームマスターが決定するが、実は根本的な設定を「完全に反論不能な状態」にすることはできないため、魔女たちは魔法幻想というミスディレクションを多用する。

## スタッフ
07th Expansionとしては今回初めて、オープニングムービーを導入している。テーマソングは志方あきこ。また、漫画『びんちょうタン』などを手がける江草天仁が、肖像画デザインとして外注で参加している。
| 脚本・グラフィック 竜騎士07 演出・スクリプト 八咫桜 全体管理・システム WEB管理 BT、現在は時火が兼任 画像・テキスト加工 時火 音楽総監・デバッグ dai 背景・デバッグ 猫桜 料理・彩色 なるせ椿 マスタリング補佐 pre-holder MPEG Layer-3 audio codec technology licenced from Fraunhofer IIS and Thomson. 制作 07th Expansion 背景 亀屋万年堂 八咫桜 猫桜 MALI. ALL Season 四季の彩り NScripter 高橋直樹 NScripter拡張エフェクト 君影草工房 ジャケット・肖像画 江草天仁（アルケミスト） オープニングムービー よゆ（RMG） 七薙（Hightension wires） | 音楽・効果音 -45 dai M.Zakky pre-holder SB YUNE zts あきやまうに 荒井英理也 北大路瑞希（グラサンねこ） スミイ酸（カミノケ・レコード） 土井宏紀 羽鳥風画 プレコ ラック眼力 木野寧 E.Kida ナカオボウシ ますだ麻美 sunny(Roundbooster Architexture) xaki(Roundbooster Architexture) cap(Roundbooster Architexture) 木村 圭見 本木咲黒 pyon(Roundbooster Architexture) 佐倉かなえ Ryu-Ga NYO(Silver Forest) bit(Silver Forest) Kana(Silver Forest) ゆーだい 片霧烈火 |

## 主題歌・挿入歌
|                    | 曲名                 | 歌             | 作詞                  | 作曲                | 編曲                | 備考  |
| 原 作              | 原 作                | 原 作          | 原 作                 | 原 作               | 原 作               | 原 作 |
| ------------------ | -------------------- | -------------- | --------------------- | ------------------- | ------------------- | ----- |
| EP 1 - 4           | うみねこのなく頃に   | 志方あきこ     | みとせのりこ          | 志方あきこ          | 志方あきこ          |       |
| EP 5 - 6           | オカルティクスの魔女 | Ayumu          | 志倉千代丸            | 志倉千代丸          | 上野浩司            |       |
| EP 7 - 8           | 霧のピトス           | 木野寧         | 佐倉かなえ E.Kida     | ラック眼力 dai      | ラック眼力 dai      |       |
| 咲                 | 白金のエンピレオ     | 本木咲黒       | 佐倉かなえ ラック眼力 | dai ラック眼力 xaki | dai ラック眼力 xaki |       |
| コンシューマー版   |                      |                |                       |                     |                     |       |
| Portable           | 誓響のイグレージャ   | Asriel(KOKOMI) | 志倉千代丸            | 志倉千代丸          | -                   | PSP   |
| 魔女と推理の輪舞曲 | 誓響のイグレージャ   | Asriel(KOKOMI) | 志倉千代丸            | 志倉千代丸          | -                   | PS3   |
| 真実と幻想の夜想曲 | イナンナの見た夢     | Zwei           | 志倉千代丸            | 志倉千代丸          | -                   | PS3   |
| 猫箱と夢想の交響曲 | 重ね合わせの猫箱     | 佐々木李子     | 志倉千代丸            | 志倉千代丸          | -                   | PS4   |

|                | 曲名                               | 歌               | 作詞             | 作曲                       | 編曲                       | 備考         |
| エンドロール   | エンドロール                       | エンドロール     | エンドロール     | エンドロール               | エンドロール               | エンドロール |
| -------------- | ---------------------------------- | ---------------- | ---------------- | -------------------------- | -------------------------- | ------------ |
| EP1            | Bring The Fate                     | -                | -                | 土井宏紀                   | 土井宏紀                   | -            |
| EP2            | 黒のリリアナ                       | -                | -                | あきやまうに               | あきやまうに               | -            |
| EP3            | Dread of the grave -rhythm ver-    | -                | -                | SB YUNE                    | SB YUNE                    | -            |
| EP4            | discode                            | 佐倉かなえ sunny | 佐倉かなえ sunny | cap xaki                   | xaki                       | -            |
| EP5            | 孤独な深海魚                       | -                | -                | -45                        | -45                        | -            |
| EP6            | Birth of a new witch               | 本木咲黒         | E.Kida           | ラック眼力 pre-holder      | ラック眼力 pre-holder      | -            |
| EP7            | the executioner                    | -                | -                | zts                        | zts                        | -            |
| EP8            | 白夢の繭 ～Ricordando il passato～ | 志方あきこ       | 志方あきこ       | 志方あきこ                 | 志方あきこ                 | -            |
| スタッフロール |                                    |                  |                  |                            |                            |              |
| EP1 EP4        | 牢獄STRIP                          | -                | -                | -45                        | -45                        | -            |
| EP2            | 旋律                               | 木村圭見         | sunny            | cap                        | xaki                       | -            |
| EP3            | activepain                         | 本木咲黒         | sunny            | xaki                       | xaki                       | -            |
| EP5            | TSUBASA                            | 片霧烈火         | M.Graveyard      | dai Pino ラック眼力 E.Kida | dai Pino ラック眼力 E.Kida | -            |
| EP6            | ウサンノカオリ                     | 木野寧           | E.Kida           | ラック眼力                 | ラック眼力                 | -            |
| EP7            | なまえのないうた                   | 佐倉かなえ       | 佐倉かなえ       | cap                        | xaki                       | -            |
| EP8            | 白夢の繭 ～Ricordando il passato～ | 志方あきこ       | 志方あきこ       | 志方あきこ                 | 志方あきこ                 | 魔法エンド   |
| EP8            | うみねこのなく頃に                 | 志方あきこ       | みとせのりこ     | 志方あきこ                 | 志方あきこ                 | 手品エンド   |
| 咲             | Last World                         | 本木咲黒         | xaki             | xaki                       | xaki                       | -            |

|                  | 曲名                        | 歌         | 作詞  | 作曲                    | 編曲  | 備考           |
| 原 作            | 原 作                       | 原 作      | 原 作 | 原 作                   | 原 作 | 原 作          |
| ---------------- | --------------------------- | ---------- | ----- | ----------------------- | ----- | -------------- |
| EP2              | つるぺったん                | Kana       | bit   | ZUN（上海アリス幻樂団） | NYO   | 原曲：竹取飛翔 |
| EP5              | 約束                        | ゆーだい   |       | dai                     | dai   | -              |
| EP8              | Revelations                 | IZNA       |       | xaki                    | xaki  | -              |
| コンシューマー版 |                             |            |       |                         |       |                |
| EP2              | すいすい☆スイーツ（＾－＾） | 井上麻里奈 |       |                         |       |                |

## 移植版

### コンシューマー版
| タイトル                                    | 収録内容                                    | 開発元         | 機種                          | 発売日         |
| ------------------------------------------- | ------------------------------------------- | -------------- | ----------------------------- | -------------- |
| うみねこのなく頃に 〜魔女と推理の輪舞曲〜   | 出題編                                      | アルケミスト   | PlayStation 3                 | 2010年12月16日 |
| うみねこのなく頃にPortable 1                | Episode1、Episode2                          | アルケミスト   | PlayStation Portable          | 2011年10月20日 |
| うみねこのなく頃にPortable 2                | Episode3、Episode4                          | アルケミスト   | PlayStation Portable          | 2011年11月17日 |
| うみねこのなく頃に散 〜真実と幻想の夜想曲〜 | 展開編                                      | アルケミスト   | PlayStation 3                 | 2011年12月15日 |
| うみねこのなく頃に咲 〜猫箱と夢想の交響曲〜 | 本編（出題編・展開編） 番外編（翼・羽・咲） | エンターグラム | PlayStation 4 Nintendo Switch | 2021年1月28日  |

『うみねこのなく頃に 〜魔女と推理の輪舞曲〜』
アルケミストよりPlayStation 3向けソフトとして2010年12月16日に発売された。原作の出題編にあたるEpisode1から4までの4編を収録している。
アニメ版とほぼ同じ声優陣によるフルボイス仕様。キャラクターデザインは江草天仁とFFC。
本作は「原作準拠」を基本方針としている。そのため、選択肢は存在せず、BGMは原作のものをリマスターして採用している。グラフィック・音声・演出などのあらゆる要素を原作者が監修している。
『うみねこのなく頃にPortable』シリーズ
アルケミストよりPlayStation Portable向けに発売された。PlayStation 3向けソフトをPlayStation Portable向けに最適化して移植している。各作品あたり2編収録し、4部作構成での発売が予定されていたが、2作までで打ち切られている。
1. 『うみねこのなく頃にPortable 1』 - 2011年10月20日発売。Episode1・2を収録。
2. 『うみねこのなく頃にPortable 2』 - 2011年11月17日発売。Episode3・4を収録。

『うみねこのなく頃に散 〜真実と幻想の夜想曲〜』
アルケミストよりPlayStation 3向けソフトとして2011年12月15日に発売された。原作の展開編にあたるEpisode5から8までの4編を収録している。
出題編と同じく、アニメ版とほぼ同じ声優によるフルボイス仕様を採用している。展開編以降に登場する新キャラクターの声優は、先行メディアが存在しないため、07th Expansionとアルケミストによって決定された。07th Expansion側のイメージを最優先にしているという。
前作同様、本作は「原作準拠」を基本方針としている。ただし、CERO倫理規定の禁止事項に抵触する要素は規制・変更されている。原作本編と異なる結末は収録されないが、制作する予定はあったという。
『うみねこのなく頃に咲 〜猫箱と夢想の交響曲〜』

エンターグラムよりPlayStation 4およびNintendo Switch向けソフトとして2021年1月28日に発売された。PlayStation3版2作品を統合し、番外編である『翼』『羽』『咲』を初コンシューマー化している。

### 携帯アプリ版
iアプリ・EZアプリ (BREW)・S!アプリ（3G）版
タイトーよりEpisode1が2009年に配信された。
iPhone / iPod touch版
アイビーから2013年3月27日に発売された。楽曲は含まれていない。

## 派生作品

### ゲーム
『黄金夢想曲』
07th Expansion制作による対戦格闘ゲーム。

### その他
『うみねこのなく頃に -Rebirth of the golden witch-』
StudioOZON制作によるマーダーミステリー作品。先行体験会ののち、全国各提携店舗にて2021年12月19日から正式公演された。
『黄金の魔女作りし密室からの脱出』
よだかのレコードが開催する「ドラマチック謎解きゲーム」とのコラボレーション作品。2025年6月28日から8月17日にかけて、「ドラマチック謎解きゲーム1号店 -CLASSIC-」にて開催予定。

## 漫画

### 本編
スクウェア・エニックスが刊行する各漫画レーベルにて連載された。
| 編                             | サブタイトル                 | 作画                         | 掲載誌                            | 連載期間                                                     | 巻数                         |                              |                              |                              |                              |                              |                              |                              |                              |                              |                              |                              |                              |                              |                              |                              |                              |                              |                              |                              |
| 出題編『うみねこのなく頃に』   | 出題編『うみねこのなく頃に』 | 出題編『うみねこのなく頃に』 | 出題編『うみねこのなく頃に』      | 出題編『うみねこのなく頃に』                                 | 出題編『うみねこのなく頃に』 | 出題編『うみねこのなく頃に』 | 出題編『うみねこのなく頃に』 | 出題編『うみねこのなく頃に』 | 出題編『うみねこのなく頃に』 | 出題編『うみねこのなく頃に』 | 出題編『うみねこのなく頃に』 | 出題編『うみねこのなく頃に』 | 出題編『うみねこのなく頃に』 | 出題編『うみねこのなく頃に』 | 出題編『うみねこのなく頃に』 | 出題編『うみねこのなく頃に』 | 出題編『うみねこのなく頃に』 | 出題編『うみねこのなく頃に』 | 出題編『うみねこのなく頃に』 | 出題編『うみねこのなく頃に』 | 出題編『うみねこのなく頃に』 | 出題編『うみねこのなく頃に』 | 出題編『うみねこのなく頃に』 | 出題編『うみねこのなく頃に』 |
| ------------------------------ | ---------------------------- | ---------------------------- | --------------------------------- | ------------------------------------------------------------ | ---------------------------- | ---------------------------- | ---------------------------- | ---------------------------- | ---------------------------- | ---------------------------- | ---------------------------- | ---------------------------- | ---------------------------- | ---------------------------- | ---------------------------- | ---------------------------- | ---------------------------- | ---------------------------- | ---------------------------- | ---------------------------- | ---------------------------- | ---------------------------- | ---------------------------- | ---------------------------- |
| Episode1                       | Legend of the golden witch   | 夏海ケイ                     | ガンガンパワード月刊ガンガンJOKER | 2007年12月22日 - 2008年12月22日2009年4月22日 - 2009年8月22日 | 全4巻                        |                              |                              |                              |                              |                              |                              |                              |                              |                              |                              |                              |                              |                              |                              |                              |                              |                              |                              |                              |
| Episode2                       | Turn of the golden witch     | 鈴木次郎                     | 月刊Gファンタジー                 | 2008年7月18日 - 2010年9月18日                                | 全5巻                        |                              |                              |                              |                              |                              |                              |                              |                              |                              |                              |                              |                              |                              |                              |                              |                              |                              |                              |                              |
| Episode3                       | Banquet of the golden witch  | 夏海ケイ                     | 月刊ガンガンJOKER                 | 2009年9月19日 - 2011年6月22日                                | 全5巻                        |                              |                              |                              |                              |                              |                              |                              |                              |                              |                              |                              |                              |                              |                              |                              |                              |                              |                              |                              |
| Episode4                       | Alliance of the golden witch | 宗一郎                       | ガンガンONLINE                    | 2009年10月1日 - 2012年2月2日                                 | 全6巻                        |                              |                              |                              |                              |                              |                              |                              |                              |                              |                              |                              |                              |                              |                              |                              |                              |                              |                              |                              |
| 展開編『うみねこのなく頃に散』 |                              |                              |                                   |                                                              |                              |                              |                              |                              |                              |                              |                              |                              |                              |                              |                              |                              |                              |                              |                              |                              |                              |                              |                              |                              |
| Episode5                       | End of the golden witch      | 秋タカ                       | 月刊ガンガンJOKER                 | 2010年10月22日 - 2012年11月22日                              | 全6巻                        |                              |                              |                              |                              |                              |                              |                              |                              |                              |                              |                              |                              |                              |                              |                              |                              |                              |                              |                              |
| Episode6                       | Dawn of the golden witch     | 桃山ひなせ                   | 月刊Gファンタジー                 | 2010年11月18日 - 2012年11月17日                              | 全6巻                        |                              |                              |                              |                              |                              |                              |                              |                              |                              |                              |                              |                              |                              |                              |                              |                              |                              |                              |                              |
| Episode7                       | Requiem of the golden witch  | 水野英多                     | 月刊少年ガンガン                  | 2011年4月13日 - 2015年3月12日                                | 全9巻                        |                              |                              |                              |                              |                              |                              |                              |                              |                              |                              |                              |                              |                              |                              |                              |                              |                              |                              |                              |
| Episode8                       | Twilight of the golden witch | 夏海ケイ                     | 月刊ガンガンJOKER                 | 2012年1月21日 - 2015年6月22日                                | 全9巻                        |                              |                              |                              |                              |                              |                              |                              |                              |                              |                              |                              |                              |                              |                              |                              |                              |                              |                              |                              |

制作背景（Episode8）
漫画版Episode8では、原作では深く踏み込まれなかった部分が具体的に描かれている。これは、「『うみねこ』を完結まで語り終えるメディアは漫画で恐らく最後になるため、読者に真相を明かすのが最適である」と竜騎士07が判断したためである。彼がこのような決断を下すに至るきっかけは、夏海ケイから犯人の過去編を描いたネームが送られたことにある。夏海はEP1連載開始以前に竜騎士07から事件の真相を聞かされていた。そのため、二日目以降の出来事や犯人の過去編を描くことができたという。このネームから作品に対する夏海の愛と決意を感じ取った竜騎士07は、夏海に真相を委ねることを決意したという。竜騎士07は「事件の真相を自身と同等に知るのは夏海ただ一人だ」と断言している。

### 番外編
『うみねこのなく頃に翼』

月刊ビッグガンガンにて2011年6月25日から2013年4月25日にかけて連載された。作画は伊藤フミ。全3巻。
『うみねこのなく頃に紫  Forgery of the Purple logic』
月刊コンプエースで連載された。シナリオは人比良、作画は珠洲城くるみ。全2巻。

### 4コマ・アンソロジーなど
4コマ漫画
4コマ うみねこのなく頃に（マジキュー）
1. 2007年10月25日初版 ISBN 978-4-7577-3814-0
2. 2007年12月25日初版 ISBN 978-4-7577-3913-0

4コマ うみねこのなく頃に 餐（マジキュー）
1. 2009年7月25日初版 ISBN 978-4-7577-5002-9
2. 2009年8月26日初版 ISBN 978-4-7577-5019-7
3. 2009年9月18日初版 ISBN 978-4-04-726007-8

うみねこびより。〜六軒島へようこそ!!〜
まんが4コマKINGSぱれっとLite連載にて連載された。作画は楓月誠。ベアトリーチェ・紗音・嘉音を中心に、六軒島の日常が描かれる。
2009年6月22日初版、ISBN 978-4-7580-8048-4
うみねこのなく宴に The party of the witches
まんが4コマKINGSぱれっとLite連載にて連載された。作画は平こさか。
コミックアンソロジー
アンソロジー うみねこのなく頃に（宙出版）
1. 〜the first case〜 2007年10月24日初版 ISBN 978-4-7767-2335-6
2. 〜the second case〜 2007年12月25日初版 ISBN 978-4-7767-2377-6
3. 〜the third case〜 2008年3月24日初版 ISBN 978-4-7767-2471-1

うみねこのなく頃にEpisode collection
一迅社より発売されたアンソロジー作品。2009年9月25日初版 ISBN 978-4-7580-0516-6
クロスオーバー
うみねこのなく頃に EpisodeX ROKKENJIMA of Higurashi crying
電撃G's Festival! COMICにて連載された。作画は緋色雪。全2巻。
本作と『ひぐらしのなく頃に』の世界が入り混じり、両作のキャラクターが共演する本筋から外れたゲーム。時系列はEpisode4のゲームが開始される頃。

## 小説
原作のシナリオをもとに竜騎士07自らが全面改稿した小説。『講談社BOX』（講談社）にて2009年7月1日から2018年9月30日にかけて刊行された。イラストはともひ。展開編となるEpisode5以降には、考証協力としてKEIYAが参加している。赤き真実・青き真実をはじめとする色文字システムを完全再現している。
| 編                   | 巻                 | 発売日             | ISBN                   |                    |                    |                    |                    |
| うみねこのなく頃に   | うみねこのなく頃に | うみねこのなく頃に | うみねこのなく頃に     | うみねこのなく頃に | うみねこのなく頃に | うみねこのなく頃に | うみねこのなく頃に |
| -------------------- | ------------------ | ------------------ | ---------------------- | ------------------ | ------------------ | ------------------ | ------------------ |
| Episode1             | 上                 | 2009年7月1日       | ISBN 978-4-06-283719-4 |                    |                    |                    |                    |
| Episode1             | 下                 | 2009年8月4日       | ISBN 978-4-06-283721-7 |                    |                    |                    |                    |
| Episode2             | 上                 | 2009年11月5日      | ISBN 978-4-06-283730-9 |                    |                    |                    |                    |
| Episode2             | 下                 | 2009年12月1日      | ISBN 978-4-06-283735-4 |                    |                    |                    |                    |
| Episode3             | 上                 | 2010年3月1日       | ISBN 978-4-06-283744-6 |                    |                    |                    |                    |
| Episode3             | 下                 | 2010年4月2日       | ISBN 978-4-06-283745-3 |                    |                    |                    |                    |
| Episode4             | 上                 | 2010年7月1日       | ISBN 978-4-06-283753-8 |                    |                    |                    |                    |
| Episode4             | 下                 | 2010年8月2日       | ISBN 978-4-06-283754-5 |                    |                    |                    |                    |
| うみねこのなく頃に散 |                    |                    |                        |                    |                    |                    |                    |
| Episode5             | 上                 | 2012年7月13日      | ISBN 978-4-06-283757-6 |                    |                    |                    |                    |
| Episode5             | 下                 | 2012年12月13日     | ISBN 978-4-06-283811-5 |                    |                    |                    |                    |
| Episode6             | 上                 | 2014年3月4日       | ISBN 978-4-06-283840-5 |                    |                    |                    |                    |
| Episode6             | 下                 | 2014年3月6日       | ISBN 978-4-06-283844-3 |                    |                    |                    |                    |
| Episode7             | 上                 | 2015年6月3日       | ISBN 978-4-06-283885-6 |                    |                    |                    |                    |
| Episode7             | 下                 | 2018年9月2日       | ISBN 978-4-06-283901-3 |                    |                    |                    |                    |
| Episode8             | -                  | 2018年9月30日      | ISBN 978-4-06-512931-9 |                    |                    |                    |                    |

## テレビアニメ
2009年7月から12月にかけてチバテレビほかUHF局を中心として放送された。全26話で、原作の出題編にあたる「Episode1」「Episode2」「Episode3」「Episode4」を題材とした計4編で構成されている。キャッチフレーズは「推理は可能か、不可能か。」。作品テーマは「愛」。

### 製作（アニメ）
| 原作                         | 竜騎士07/07th Expansion      |
| 監督                         | 今千秋                       |
| シリーズ構成                 | 川瀬敏文                     |
| キャラクターデザイン         | 菊地洋子                     |
| プロップデザイン             | 宮豊 小坂知 [ 注 16 ]        |
| 美術監督                     | 東潤一                       |
| 色彩設計                     | 北爪英子                     |
| 撮影監督                     | 近藤慎与                     |
| 編集                         | 松村正宏                     |
| 音響監督                     | 郷田ほづみ                   |
| 音楽                         | 櫻井真一 森脇正敏            |
| 音楽プロデューサー           | 吉川明 若林豪                |
| 音楽制作                     | フロンティアワークス         |
| プロデューサー               | 野村美加 大森啓幸 岡村武真   |
| アニメーションプロデューサー | 浦崎宣光                     |
| アニメーション制作           | スタジオディーン             |
| 製作                         | うみねこのなく頃に製作委員会 |

#### 沿革
2008年5月1日に『うみねこのなく頃に』のメディア展開化がフロンティアワークスより発表。
同年12月24日にはメインキャストとメインスタッフが発表された。
また、翌年2009年5月8日にはOP主題歌のアーティストが公開され、同月15日には一族や使用人などの追加キャストが発表された。
同年6月21日には、東京・AKIHABARAゲーマーズ本店にて第1話の先行上映会が開催された。

#### 概要（アニメ）
本作には、テレビアニメ『ひぐらしのなく頃に』シリーズを担当したスタッフが起用された。アニメーション制作はスタジオディーンが、監督は今千秋が、シリーズ構成は川瀬敏文がそれぞれ担当した。
劇伴には原作の音楽をアレンジしたものと、新録されたアニメオリジナル楽曲が併用された。楽曲制作はGran Musikの櫻井真一と森脇正敏が担当した。
オープニングテーマには、原作ゲームで主題歌を担当した志方あきこが起用された。エンディングテーマはJIMANGが担当した。
公式ホームページで次回予告『うみねこ劇場（仮）』の配信を行なっていた。テレビ放送では、サブタイトルのみの簡単な予告がエンディング映像内で表示される。
放送局によっては、一部のセリフやシーンに自主規制音やモザイク処理が施されている。
各話のサブタイトルはチェス用語から取られている。

#### キャスティング
本作のキャスティングは、フロンティアワークスが提示した候補の中から、竜騎士07が選抜する形で進められた。ボイスサンプルは演技の一部に過ぎず、サンプル時点ではキャラのイメージに合っているように見えても、実際にはイメージから外れる可能性がある。そのため、キャラクターの複雑な状況に合わせた演技ができるかどうかを重視したという。直近で参加している作品や経歴も加味し、フロンティアワークスの協力で多数のサンプルを用意してもらいながら選考は進められた。竜騎士07によれば、ほとんどのキャラクターは第一希望の声優が採用されたため、非常に満足しているとのことである。

#### 収録
本作の収録現場には、ほぼ全ての話数に竜騎士07が立ち会い、音響監督を通して指示を出している。竜騎士07によれば、声優の演技は特に厳しく監修しているという。竜騎士07はその理由を「役者の血の通った演技が入っているのがアニメの最大の利点だから」だと語っている。声優はキャラクターと真剣に向き合い、たった数文字のセリフの中に、文字だけでは表現しきれない感情を込めて演じる。その熱量は時に、原作者をも凌ぐことがあるという。特に本作は人間関係が主題の物語であるため、人と人との間に起こる化学反応が大切だと考え、演技を厳しく監修していると語った。
多くのキャストがオーディションを経て採用される中で、ベアトリーチェ役の大原さやかは竜騎士07から直接指名されて採用された。大原は高笑いの演技が初挑戦だったことを振り返り、高笑いが肝となる難しいキャラクターの声優として、自身の演技力を信じてもらえたことに感謝していると語った。また、第24話における戦人とベアトリーチェとのやりとりを演じるために、大原は竜騎士07から事前に真相を告げられていた。そのことについて大原は、真相を知らなければ第24話以降のベアトリーチェは演じることができなかっただろうと振り返っている。その際、その情報を知ったキャスト陣から、真相を聞き出そうと誘導尋問を受けたこともあったという。

#### 制作作業
竜騎士07は本作の制作作業を通して、アニメ版『ひぐらし』のときよりも多くのことを学んだという。彼ははその一つとして「ダメ出しをすべきタイミング」を挙げている。彼は制作の進行段階に応じて、どのタイミングで意見を述べるべきか、また逆にいつ意見を控えるべきかといった判断の重要性を学んだという。竜騎士07は本作での学びを経て、「今ここでダメ出しをしなければ変更が間に合わない」という時期を逃さないこと、そしてその時期を逃したなら、後から不満を述べずに受け入れるのが社会人としての責任だと語った。そうした経験から、過去の失敗や不満は次の機会に活かすことが大切であり、次回の監修時に間に合う段階で提案する姿勢が望ましいと結論づけた。
制作時の苦労について、監督の今千秋はミステリーの出題編のみを作る作業が大変だったと述べた。原作のシナリオが長い以上、カットせざるを得ない部分がある。そのため、コンテチェックの際には原作を何度も読み直しながら、表情やセリフを拾い直す作業が続いたという。後半に関わる重要なセリフやシーンが分からない中で、原作にある言葉攻めや言葉遊びを活かしつつ、シナリオを省略することに苦労したと振り返っている。また、赤・青文字や世界の切り替えなどをはじめとする独特の演出についても苦労したという。その中でも、ゲームのプレイヤーとゲーム盤上の駒という立ち位置の違いを画面で見せることに特に苦労したという。視聴者に「メタ世界」を理解してもらうために、音響で区別を付けたり、セリフを使わずに絵で表現することを意識したとのことである。

#### 脚本
本作品の脚本作業は、作品に対する疑問を共有するために、原作の解釈を巡る討論会をすることから始まった。分からない部分は竜騎士07にその都度確認しながら脚本を完成させていった。脚本担当も推理しながら制作していたため、視聴者との立場の違いはあまり無かった。
本作品はミステリー作品であるため、矛盾や混乱を防ぐために脚本家の人数は最小限に絞られている。脚本家は計三人で、主に脚本を担当するのは川瀬敏文と志茂文彦の二人である。守屋竜史は新人であるため、腕試しで一話だけ参加している。
シリーズ構成・脚本を担当する川瀬敏文は、各話の最後がミステリアスな終わり方になるように意識したと語る。その際、全体量が非常に多いために、原作の良さを殺さずに区切りの良い所までのシナリオを書くことに苦労したという。
同じく脚本担当の志茂文彦は、前々からミステリーをやってみたいと思っていたので、嬉しい企画だったと語っている。シナリオに余裕があれば、解決案や独自解釈も入れ込んでみたかったとも語っている。

#### デザイン・作画
キャラクターデザイン・総作画監督を担当する菊地洋子は、さくたろう・小此木・天草・霞などをはじめとした、本編で作画できなかったキャラクターが大勢いることが心残りだと振り返った。また、菊地は、第5話にてベアトリーチェ初登場シーンの原画を担当した。菊地は原画を担当した際の経験を振り返り、当時は一生懸命取り組んでいたものの、自身の描き方に癖が強く出てしまったと振り返った。それと同時に、同じく第5話で松竹徳幸が担当したカットが非常に高いクオリティで素晴らしかったと評価した。
プロップデザインの宮豊は、煉獄の七杭や魔法陣シールドをはじめとするオカルトデザインを担当した。たとえ一瞬しか映らなかったとしても、アップで映った際に見栄えするようなデザインを発注されたという。スケジュール上の催促があまりなかったため、趣味も交えながら楽しく描いたと振り返った。
同じくプロップデザインの小坂知は、プロップ監修だけでなく原画としても本編に参加した。小坂によれば、最終話に原画として参加した際には、原作を読んだ際に鳥肌が立った場面を担当したという。どうすればアニメとしてインパクトを出せるか、夜中に話し合いながら試行錯誤したと振り返った。

### 評価・反響
2009年6月19日から7月1日にかけて電撃オンラインで行なわれた「2009年おもしろかった春アニメ＆期待の夏アニメランキング」では、2009年夏放送開始のアニメの中で期待しているタイトルとして第2位を獲得した。その際、投票を行なった人々から「前作『ひぐらしのなく頃に』が面白かったので期待している」「原作ファンとして、オープニングやエンディング、推理要素や演出などに期待している」などのコメントが寄せられた。また、同年9月10日から9月30日にかけて電撃オンラインで行なわれた「2009年おもしろかった夏アニメ＆期待の秋アニメランキング」では、2009年夏に放送された面白かったタイトルとして第5位を獲得した。さらに、同年12月24日から2010年1月6日にかけて電撃オンラインで行なわれた「2009年秋で一番おもしろかったアニメランキング」では第9位にランクインした。
2020年1月6日、『ひぐらしのなく頃に』のアニメ新プロジェクトが発表された。この発表を受け、Twitter上で本作のアニメ第2期に対する期待の声が多数上がり、「うみねこ」がトレンド入りした。この流れを受け、ベアトリーチェ役の大原さやかもTwitterで反応した。彼女は「うみねこがなぜトレンドに？」と驚きを示しつつも、『ひぐらし』の新情報を機に多くのファンが『うみねこ』を思い出してくれたことを喜んだ。また、「いつか『うみねこのなく頃に』も最後のエピソードまでアニメ化できる日がきますように」と投稿し、自身も続編の実現を願っていることを明かした。
アニメ演出家の川口敬一郎は、本作の絵コンテの仕事の打診を受けたが、スケジュールが合わずに断っている。その際に提示された資料には膨大な量のシナリオが含まれており、それを見た川口は「この作品は大変だ」という印象を抱いたという。

### 主題歌・挿入歌（アニメ）
「片翼の鳥」
志方あきこによるオープニングテーマ。作詞は波乃渉、作曲・編曲は志方あきこ。
「la divina tragedia 〜魔曲〜」
JIMANGによるエンディングテーマ。作詞・作曲はJIMANG。
「どっきゅん☆ハート」
右代宮朱志香（井上麻里奈）による第6話の挿入歌。作詞・作曲・編曲はDY-T。

### 各話リスト
| パート                        | サブタイトル              | 脚本                      | 絵コンテ                  | 演出                      | 作画監督                       | 総作画監督                | 初放送日                  |                           |                           |                           |                           |                           |                           |                           |                           |                           |                           |                           |                           |                           |                           |                           |                           |                           |
| EpisodeI（第1話 - 第5話）     | EpisodeI（第1話 - 第5話） | EpisodeI（第1話 - 第5話） | EpisodeI（第1話 - 第5話） | EpisodeI（第1話 - 第5話） | EpisodeI（第1話 - 第5話）      | EpisodeI（第1話 - 第5話） | EpisodeI（第1話 - 第5話） | EpisodeI（第1話 - 第5話） | EpisodeI（第1話 - 第5話） | EpisodeI（第1話 - 第5話） | EpisodeI（第1話 - 第5話） | EpisodeI（第1話 - 第5話） | EpisodeI（第1話 - 第5話） | EpisodeI（第1話 - 第5話） | EpisodeI（第1話 - 第5話） | EpisodeI（第1話 - 第5話） | EpisodeI（第1話 - 第5話） | EpisodeI（第1話 - 第5話） | EpisodeI（第1話 - 第5話） | EpisodeI（第1話 - 第5話） | EpisodeI（第1話 - 第5話） | EpisodeI（第1話 - 第5話） | EpisodeI（第1話 - 第5話） | EpisodeI（第1話 - 第5話） |
| ----------------------------- | ------------------------- | ------------------------- | ------------------------- | ------------------------- | ------------------------------ | ------------------------- | ------------------------- | ------------------------- | ------------------------- | ------------------------- | ------------------------- | ------------------------- | ------------------------- | ------------------------- | ------------------------- | ------------------------- | ------------------------- | ------------------------- | ------------------------- | ------------------------- | ------------------------- | ------------------------- | ------------------------- | ------------------------- |
| I                             | opening                   | 川瀬敏文                  | 藤原良二                  | 土屋浩幸                  | 中島美子 清水勝祐              | 番由紀子 菊地洋子         | 2009年 7月2日             |                           |                           |                           |                           |                           |                           |                           |                           |                           |                           |                           |                           |                           |                           |                           |                           |                           |
| II                            | first move                | 川瀬敏文                  | 名村英敏                  | 平田豊                    | 浅井昭人                       | 番由紀子 菊地洋子         | 7月9日                    |                           |                           |                           |                           |                           |                           |                           |                           |                           |                           |                           |                           |                           |                           |                           |                           |                           |
| III                           | dubious move              | 志茂文彦                  | 小林浩輔                  | 小林浩輔                  | 前沢弘美                       | 番由紀子 菊地洋子         | 7月16日                   |                           |                           |                           |                           |                           |                           |                           |                           |                           |                           |                           |                           |                           |                           |                           |                           |                           |
| IV                            | blunder                   | 志茂文彦                  | 寺東克己                  | 江島泰男                  | 高橋敦子 金順淵                | 番由紀子 菊地洋子         | 7月23日                   |                           |                           |                           |                           |                           |                           |                           |                           |                           |                           |                           |                           |                           |                           |                           |                           |                           |
| V                             | fool's mate               | 川瀬敏文                  | 高村雄太                  | 久保太郎                  | 菊地洋子                       | -                         | 7月30日                   |                           |                           |                           |                           |                           |                           |                           |                           |                           |                           |                           |                           |                           |                           |                           |                           |                           |
| EpisodeII（第6話 - 第11話）   |                           |                           |                           |                           |                                |                           |                           |                           |                           |                           |                           |                           |                           |                           |                           |                           |                           |                           |                           |                           |                           |                           |                           |                           |
| I                             | middle game               | 川瀬敏文                  | 平田豊                    | 平田豊                    | 今岡大 清水勝祐                | 番由紀子                  | 8月6日                    |                           |                           |                           |                           |                           |                           |                           |                           |                           |                           |                           |                           |                           |                           |                           |                           |                           |
| II                            | early queen move          | 川瀬敏文                  | 桃瀬まりも                | 小林浩輔                  | 前沢弘美                       | 番由紀子                  | 8月13日                   |                           |                           |                           |                           |                           |                           |                           |                           |                           |                           |                           |                           |                           |                           |                           |                           |                           |
| III                           | weak square               | 志茂文彦                  | 名村英敏                  | 土屋浩幸                  | 浅井昭人                       | 番由紀子 菊地洋子         | 8月20日                   |                           |                           |                           |                           |                           |                           |                           |                           |                           |                           |                           |                           |                           |                           |                           |                           |                           |
| IV                            | skewer                    | 志茂文彦                  | 江島泰男                  | 渡辺正彦                  | 星野尾高広                     | 番由紀子 菊地洋子         | 8月27日                   |                           |                           |                           |                           |                           |                           |                           |                           |                           |                           |                           |                           |                           |                           |                           |                           |                           |
| V                             | accept                    | 川瀬敏文                  | 桃瀬まりも                | 平田豊                    | 中島美子 堀越久美子            | 番由紀子 菊地洋子         | 9月3日                    |                           |                           |                           |                           |                           |                           |                           |                           |                           |                           |                           |                           |                           |                           |                           |                           |                           |
| VI                            | back rank mate            | 川瀬敏文                  | 高本宣弘                  | 吉田俊司                  | 山田裕子                       | 番由紀子 菊地洋子         | 9月10日                   |                           |                           |                           |                           |                           |                           |                           |                           |                           |                           |                           |                           |                           |                           |                           |                           |                           |
| EpisodeIII（第12話 - 第18話） |                           |                           |                           |                           |                                |                           |                           |                           |                           |                           |                           |                           |                           |                           |                           |                           |                           |                           |                           |                           |                           |                           |                           |                           |
| I                             | castling                  | 川瀬敏文                  | 藤原良二                  | 阿部達也                  | 阿部達也 松村康功              | 番由紀子 菊地洋子         | 9月17日                   |                           |                           |                           |                           |                           |                           |                           |                           |                           |                           |                           |                           |                           |                           |                           |                           |                           |
| II                            | gambit                    | 志茂文彦                  | 咲坂守                    | 小林浩輔                  | 清水勝祐 金順淵                | 番由紀子 菊地洋子         | 9月24日                   |                           |                           |                           |                           |                           |                           |                           |                           |                           |                           |                           |                           |                           |                           |                           |                           |                           |
| III                           | positional play           | 川瀬敏文                  | 森田宏幸                  | 土屋浩幸                  | 浅井昭人                       | 番由紀子 菊地洋子         | 10月1日                   |                           |                           |                           |                           |                           |                           |                           |                           |                           |                           |                           |                           |                           |                           |                           |                           |                           |
| IV                            | isolated pawn             | 志茂文彦                  | 寺東克己                  | 平田豊                    | 前沢弘美 渡辺奈月              | 番由紀子 菊地洋子         | 10月8日                   |                           |                           |                           |                           |                           |                           |                           |                           |                           |                           |                           |                           |                           |                           |                           |                           |                           |
| V                             | queening square           | 川瀬敏文                  | 桃瀬まりも                | 吉本毅                    | ひのたかふみ 加藤万由子        | 番由紀子 菊地洋子         | 10月15日                  |                           |                           |                           |                           |                           |                           |                           |                           |                           |                           |                           |                           |                           |                           |                           |                           |                           |
| VI                            | promotion                 | 志茂文彦                  | 高本宣弘                  | 小林浩輔                  | 中島美子 清水勝祐              | 番由紀子 菊地洋子         | 10月22日                  |                           |                           |                           |                           |                           |                           |                           |                           |                           |                           |                           |                           |                           |                           |                           |                           |                           |
| VII                           | swindles                  | 川瀬敏文                  | 江島泰男                  | 江島泰男                  | 菊地洋子 金順淵                | 菊地洋子                  | 10月29日                  |                           |                           |                           |                           |                           |                           |                           |                           |                           |                           |                           |                           |                           |                           |                           |                           |                           |
| EpisodeIV（第19話 - 第26話）  |                           |                           |                           |                           |                                |                           |                           |                           |                           |                           |                           |                           |                           |                           |                           |                           |                           |                           |                           |                           |                           |                           |                           |                           |
| I                             | end game                  | 川瀬敏文                  | 桃瀬まりも                | 久城りおん                | 鷲田敏弥 星乃夏海              | 番由紀子                  | 11月5日                   |                           |                           |                           |                           |                           |                           |                           |                           |                           |                           |                           |                           |                           |                           |                           |                           |                           |
| II                            | zugzwang                  | 志茂文彦                  | 桃瀬まりも                | 平田豊                    | 高橋敦子                       | 番由紀子                  | 11月12日                  |                           |                           |                           |                           |                           |                           |                           |                           |                           |                           |                           |                           |                           |                           |                           |                           |                           |
| III                           | prophylaxis               | 川瀬敏文                  | 桃瀬まりも                | 阿部達也                  | ひのたかふみ 中本尚子 松村康功 | 番由紀子                  | 11月19日                  |                           |                           |                           |                           |                           |                           |                           |                           |                           |                           |                           |                           |                           |                           |                           |                           |                           |
| IV                            | problem child             | 守屋竜史                  | 川瀬敏文                  | 土屋浩幸                  | 小田真弓                       | 番由紀子 菊地洋子         | 11月26日                  |                           |                           |                           |                           |                           |                           |                           |                           |                           |                           |                           |                           |                           |                           |                           |                           |                           |
| V                             | breakthrough              | 志茂文彦                  | 森田宏幸                  | 小林浩輔                  | 浅井昭人                       | 番由紀子 菊地洋子         | 12月3日                   |                           |                           |                           |                           |                           |                           |                           |                           |                           |                           |                           |                           |                           |                           |                           |                           |                           |
| VI                            | adjourn                   | 川瀬敏文                  | 寺東克己                  | 平田豊                    | 谷口守泰 中島美子              | 番由紀子 菊地洋子         | 12月10日                  |                           |                           |                           |                           |                           |                           |                           |                           |                           |                           |                           |                           |                           |                           |                           |                           |                           |
| VII                           | forced move               | 志茂文彦                  | 桃瀬まりも                | 江島泰男                  | 番由紀子 高橋敦子              | 番由紀子                  | 12月17日                  |                           |                           |                           |                           |                           |                           |                           |                           |                           |                           |                           |                           |                           |                           |                           |                           |                           |
| VIII                          | sacrifice                 | 川瀬敏文                  | 川瀬敏文                  | 久保太郎                  | 前沢弘美 浅井昭人 菊地洋子     | 菊地洋子                  | 12月24日                  |                           |                           |                           |                           |                           |                           |                           |                           |                           |                           |                           |                           |                           |                           |                           |                           |                           |

### 放送情報
| 放送期間                                                                                                  | 放送時間                     | 放送局       | 対象地域 | 備考                           |
| --- | ---------------------------- | ------------ | -------- | ------------------------------ |
| 2009年7月2日 - 12月24日                                                                                   | 木曜 1:30 - 2:00（水曜深夜） | チバテレビ   | 千葉県   |                                |
| |                              | テレビ愛知   | 愛知県   |                                |
| 2009年7月3日 - 12月25日                                                                                   | 金曜 1:00 - 1:30（木曜深夜） | KBS京都      | 京都府   |                                |
| | 金曜 1:30 - 2:00（木曜深夜） | テレ玉       | 埼玉県   |                                |
| 2009年7月5日 - 12月27日                                                                                   | 日曜 1:30 - 2:00（土曜深夜） | テレビ神奈川 | 神奈川県 | 額縁放送                       |
| 2009年7月7日 - 12月29日                                                                                   | 火曜 1:40 - 2:10（月曜深夜） | サンテレビ   | 兵庫県   | 額縁放送                       |
| 2009年7月11日 - 2010年1月2日                                                                              | 土曜 9:00 - 9:30             | AT-X         | 日本全域 | CS放送 / リピート放送あり      |
| 2009年8月11日 - 2010年2月23日                                                                             | 火曜 1:45 - 2:15（月曜深夜） | 新潟テレビ21 | 新潟県   | 8月17日より改めて第1話から放送 |
| 全放送局で一部場面にモザイク規制が施されている。また、KBS京都を除く各放送局では一部音声が規制されている。 |                              |              |          |                                |

| 配信期間                                        | 配信時間 | 配信サイト                                 |
| ----------------------------------------------- | -------- | ------------------------------------------ |
| 2009年7月2日 - 12月24日                         | 木曜更新 | アニメワン アニメイトTV モバイルアニメイト |
| 各話1週間無料配信、期間終了後は有料配信となる。 |          |                                            |

### 映像ソフト
|          | 通常版・初回版                                                    | 特装版               |
| -------- | ----------------------------------------------------------------- | -------------------- |
| 発売元   | フロンティアワークス                                              | フロンティアワークス |
| 販売元   | フロンティアワークス ジェネオン・ユニバーサル・エンターテイメント | フロンティアワークス |
| 販売協力 | N/A                                                               | セガ                 |

テレビアニメを収録したパッケージソフト。各巻2話収録で、全13巻が発売された。パッケージには菊地洋子による描き下ろしイラストが使用された。
DVD3種類（通常版・初回限定版・特装限定版）、Blu-ray2種類（通常版・初回限定版）の計5種類が存在する。なお、初回限定版と特装限定版とでは特典内容が異なる。通常版・初回版はアニメ流通、特装版はゲーム流通で販売された。
「死体にモザイクをかける」「画面の一部を暗くする」等の残酷描写に対する規制が解除された無修正版が収録されている。また、Webのみで公開されていた次回予告も収録されている。
2012年12月4日、NIS AmericaよりBlu-rayセット『Umineko WHEN THEY CRY Premium Edition』全2巻が同時発売された。ハードカバーのイラスト集やストーリー・キャラクター紹介ブックレットに加え、ノンクレジットOP・ED映像が初収録された。
初回限定版コレクターズエディション（DVD・Blu-ray）
- APPEND DISC（映像特典）
  - 「うらねこ(仮)」
  - 「スペシャルトーク in 六軒島」
  - 「キャストオーディオコメンタリー」
- フォーチュンタロットカード
- 特製収納BOX

特装限定版ゴールドエディション（DVDのみ）
- 特製ナイトグッズ
- 特製ブックレット「真里亞のノート」
  - TIPS、絵コンテや設定資料、アンソロコミックなどが収録されている。
- 特製収納BOX

連動購入特典
Note.01〜Note.06
- オリジナルドラマCD

『七姉妹のバレンタイン』
『ベアトリーチェのホワイトデー』
Note.07〜Note.13
- 右代宮戦人・ベアトリーチェ特製フィギュア（でふぉるまにあこれくしょん・ぽけっと SPECIAL）
- オリジナルドラマCD

『朱志香と殺人扇風機』
- オフィシャルファンブック

| 巻数    | 発売日         | 収録話          | 規格品番（DVD） | 規格品番（DVD） | 規格品番（DVD） | 規格品番（BD） | 規格品番（BD） |
| 巻数    | 発売日         | 収録話          | 初回版          | 特装版          | 通常版          | 初回版         | 通常版         |
| ------- | -------------- | --------------- | --------------- | --------------- | --------------- | -------------- | -------------- |
| Note.1  | 2009年10月23日 | 第1話 - 第2話   | FCBP-0115       | FG-8016         | FCBP-0128       | FCXP-0006      | FCXP-0019      |
| Note.2  | 2009年11月26日 | 第3話 - 第4話   | FCBP-0116       | FG-8017         | FCBP-0129       | FCXP-0007      | FCXP-0020      |
| Note.3  | 2009年12月23日 | 第5話 - 第6話   | FCBP-0117       | FG-8018         | FCBP-0130       | FCXP-0008      | FCXP-0021      |
| Note.4  | 2010年1月22日  | 第7話 - 第8話   | FCBP-0118       | FG-8019         | FCBP-0131       | FCXP-0009      | FCXP-0022      |
| Note.5  | 2010年2月24日  | 第9話 - 第10話  | FCBP-0119       | FG-8020         | FCBP-0132       | FCXP-0010      | FCXP-0023      |
| Note.6  | 2010年3月25日  | 第11話 - 第12話 | FCBP-0120       | FG-8021         | FCBP-0133       | FCXP-0011      | FCXP-0024      |
| Note.7  | 2010年4月21日  | 第13話 - 第14話 | FCBP-0121       | FG-8022         | FCBP-0134       | FCXP-0012      | FCXP-0025      |
| Note.8  | 2010年5月26日  | 第15話 - 第16話 | FCBP-0122       | FG-8023         | FCBP-0135       | FCXP-0013      | FCXP-0026      |
| Note.9  | 2010年6月23日  | 第17話 - 第18話 | FCBP-0123       | FG-8024         | FCBP-0136       | FCXP-0014      | FCXP-0027      |
| Note.10 | 2010年7月22日  | 第19話 - 第20話 | FCBP-0124       | FG-8025         | FCBP-0137       | FCXP-0015      | FCXP-0028      |
| Note.11 | 2010年8月25日  | 第21話 - 第22話 | FCBP-0125       | FG-8026         | FCBP-0138       | FCXP-0016      | FCXP-0029      |
| Note.12 | 2010年9月23日  | 第23話 - 第24話 | FCBP-0126       | FG-8027         | FCBP-0139       | FCXP-0017      | FCXP-0030      |
| Note.13 | 2010年10月22日 | 第25話 - 第26話 | FCBP-0127       | FG-8028         | FCBP-0140       | FCXP-0018      | FCXP-0031      |

| 巻数                                  | 発売日         | 収録話          | 規格品番       |
| DVDセット                             | DVDセット      | DVDセット       | DVDセット      |
| ------------------------------------- | -------------- | --------------- | -------------- |
| I                                     | 2010年5月26日  | 第1話 - 第8話   | FCBP-9013      |
| II                                    | 2010年8月25日  | 第9話 - 第16話  | FCBP-9014      |
| III                                   | 2010年10月22日 | 第17話 - 第26話 | FCBP-9015      |
| Umineko WHEN THEY CRY Premium Edition |                |                 |                |
| Volume 1                              | 2012年12月4日  | 第1話 - 第18話  | UMI1-BRD-US-PE |
| Volume 2                              | 2012年12月4日  | 第19話 - 第26話 | UMI2-BRD-US-PE |
| 全話いっき見ブルーレイ                |                |                 |                |
| N/A                                   | 2016年12月7日  | 第1話 - 第26話  | FCXP-9007      |

#### おまけアニメ
『うらねこ（仮）』（うらねこ かっこかり）は、DVD/BD初回限定版コレクターズエディション各巻に2話ずつ収録されている映像特典のおまけアニメ。全26話。本編映像を編集して作られた、各話1分前後からなる超短編コメディ映像。
| 話数 | サブタイトル                              | 収録巻数 |
| ---- | ----------------------------------------- | -------- |
| 1    | 乙女といもときひひひひ（仮）              | Note.1   |
| 2    | おっぱいソムリエと少女の約束（仮）        | Note.1   |
| 3    | 青ダヌキの預言っぽいもの（仮）            | Note.2   |
| 4    | なかよし４兄弟（仮）                      | Note.2   |
| 5    | いま流行りのゲームです（仮）              | Note.3   |
| 6    | 流行りのゲーム・その2（仮）               | Note.3   |
| 7    | 入ってます♪（仮）                         | Note.4   |
| 8    | ファンでした!（仮）                       | Note.4   |
| 9    | 右代宮一族〜関西風味〜（仮）              | Note.5   |
| 10   | のんびりベアトさん・その1（仮）           | Note.5   |
| 11   | 嘉音さーん!（仮）                         | Note.6   |
| 12   | 探さないでください…（仮）                 | Note.6   |
| 13   | 男は狼なーのよー♪（仮）                   | Note.7   |
| 14   | のんびりベアトさん・その2（仮）           | Note.7   |
| 15   | 「東西人妻対決」その1・おでんちゃん（仮） | Note.8   |
| 16   | 「東西人妻対決」その2・スピーディー（仮） | Note.8   |
| 17   | 神田の夜の帝王（仮）                      | Note.9   |
| 18   | 成長期（胸的な意味で）（仮）              | Note.9   |
| 19   | あなたがバナナでわたしがワニで（仮）      | Note.10  |
| 20   | ほろ苦デビュー（仮）                      | Note.10  |
| 21   | ベスト・オブ・かわいこちゃん（仮）        | Note.11  |
| 22   | バスト・オブ・かわいこちゃん（仮）        | Note.11  |
| 23   | どっちがおじいちゃん?（仮）               | Note.12  |
| 24   | 今日のロノウェさん（仮）                  | Note.12  |
| 25   | ザ・ラスト・オブおっぱいネタ（仮）        | Note.13  |
| 26   | ばればれベアトさん（仮）                  | Note.13  |

#### 対談映像
『スペシャルトーク in 六軒島』は、DVD/Blu-ray初回限定版コレクターズエディション各巻に収録されている映像特典。竜騎士07と本編出演声優による対談映像。アニメ制作時の裏話や本編の推理、本編の補足情報の開示などが主な内容となっている。
| 巻数    | 話数  | 編   | 出演声優                    |
| ------- | ----- | ---- | --------------------------- |
| Note.1  | Ⅰ     | 前編 | 小野大輔 井上麻里奈         |
| Note.2  | Ⅰ     | 後編 | 小野大輔 井上麻里奈         |
| Note.3  | Ⅱ     | 前編 | 鈴村健一 小林ゆう           |
| Note.4  | Ⅱ     | 後編 | 鈴村健一 小林ゆう           |
| Note.5  | Ⅲ     | 前編 | 小清水亜美 上別府仁資       |
| Note.6  | Ⅲ     | 後編 | 小清水亜美 上別府仁資       |
| Note.7  | EXTRA | -    | 釘宮理恵 小林ゆう [ 注 25 ] |
| Note.8  | Ⅳ     | 前編 | 伊藤美紀 篠原恵美           |
| Note.9  | Ⅳ     | 後編 | 伊藤美紀 篠原恵美           |
| Note.12 | Ⅴ     | 前編 | 大原さやか 佐藤利奈         |
| Note.13 | Ⅴ     | 後編 | 大原さやか 佐藤利奈         |

#### オーディオコメンタリー
DVD/Blu-ray初回限定版コレクターズエディション各巻に収録されている映像特典。本編出演声優たちが雑談しながら作品を振り返る。
| 巻数    | 編       | 話数   | 出演声優                          |
| ------- | -------- | ------ | --------------------------------- |
| Note.1  | episodeⅠ | 第1話  | 小野大輔 井上麻里奈               |
| Note.2  | episodeⅠ | 第3話  | 小野大輔 井上麻里奈               |
| Note.3  | episodeⅠ | 第5話  | 鈴村健一 堀江由衣                 |
| Note.4  | episodeⅡ | 第8話  | 鈴村健一 堀江由衣                 |
| Note.5  | episodeⅡ | 第10話 | 小清水亜美 上別府仁資             |
| Note.6  | episodeⅡ | 第11話 | 小清水亜美 上別府仁資             |
| Note.7  | episodeⅢ | 第14話 | 杉田智和 井上喜久子               |
| Note.8  | episodeⅢ | 第16話 | 杉田智和 井上喜久子               |
| Note.9  | episodeⅢ | 第18話 | 斉藤佑圭 米澤円 吉田聖子 山岡ゆり |
| Note.10 | episodeⅣ | 第19話 | 佐藤利奈 遊佐浩二                 |
| Note.11 | episodeⅣ | 第21話 | 佐藤利奈 遊佐浩二                 |
| Note.12 | episodeⅣ | 第24話 | 佐藤利奈 大原さやか               |
| Note.13 | episodeⅣ | 第26話 | 小野大輔 大原さやか               |

### CD
- アンソロジードラマ「ひぐらしのなく頃に解」featuring「うみねこのなく頃に」
2009年5月27日発売。
- ナビゲーションドラマCD「うみねこのなく頃に」
  - Vol.1 黄金のカケラたち

2009年6月24日発売。原作ゲームEpisode1の名場面を音声ドラマで再現している。
  - Vol.2 黄金蝶の見る夢は

2009年7月23日発売。原作ゲームEpisode2の名場面を音声ドラマで再現している。
- Comic Market 76 Limited CD「ひぐらしのなく頃に」×「うみねこのなく頃に」
2009年8月14日発売。
- うみねこのなく頃に キャラクターソング
  - Vol.1

2009年10月07日発売。右代宮朱志香（井上麻里奈）と右代宮真里亞（堀江由衣）のキャラクターソングが収録されている。
  - Vol.2

2009年11月06日発売。ベアトリーチェ（大原さやか）と右代宮譲治（鈴村健一）のキャラクターソングが収録されている。
  - 煉獄の七姉妹スペシャルレインボーCD

最終回放送記念フェア中にDVD/Blu-rayの購入特典として配布された。
- TVアニメーション うみねこのなく頃に Original Sound Track ～Rose Crimson～
2009年12月09日発売。オリジナルサウドトラック。TVアニメ本編で使用された楽曲から、選りすぐりの31曲を収録している[69]。
- TVアニメーション「うみねこのなく頃に」イメージアルバム　ROKKENJIMA in LOVE
2009年12月23日発売。

### ラジオ
『うみねこのなく頃に』Episode R -Radio of the golden witch-として、2009年8月26日から2010年1月13日までアニメイトTVにて配信された。全10回。メインパーソナリティは大原さやか。

### シークレットイベント
※出典
『魔女たちの宴会 in 六軒島』は、2010年3月21日にPASELAグランデ渋谷（グレースバリ渋谷）にて開催されたDVD/Blu-ray Note.1～Note.3 購入者向けのシークレットイベント。ラジオの公開収録や出演者によるダーツゲーム、じゃんけん抽選会などが行われた。じゃんけん抽選会ではサイン色紙や台本などのグッズがプレゼントされた。イベント映像は、初回限定版DVD/Blu-ray第10巻、第11巻に収録されている。
- 出演 - 大原さやか、佐藤利奈、斉藤佑圭、米澤円、竜騎士07
- 司会 - 団野喜人（アシスタントプロデューサー）

## 舞台
『うみねこのなく頃に〜Stage of the golden Witch〜』は、進戯団 夢命クラシックスによる舞台作品シリーズ。公式略称は『うみステ』。脚色・演出は伊藤マサミ。2025年2月時点で、Episode1からEpisode5までの計5編が公演されている。2025年9月にはEpisode6が公演予定。

### 製作（舞台）
概要・沿革
2021年11月29日配信の「ポメグラジオ 07th公式番組」にて、Episode1の舞台化が発表。「07th Expansion」20周年記念の単発作品として企画・構成され、ラストシーンでは竜騎士07の案による舞台オリジナル展開が描かれた。その後、観客からの好評を受けて、Episode2の公演が決定。以降はこくみん共済 coop ホール / スペース・ゼロとの提携により、連続企画として展開されている。
製作経緯
本作の舞台化は、伊藤マサミが学生時代から抱いていた構想をきっかけに始まる。劇団設立後、伊藤は原作者の竜騎士07に舞台化を提案したが、初対面の演出家に任せるには難易度が高いとの助言を受け、2度断られた。その後、「雛見沢停留所」や「ROSE GUNS DAYS」などの作品で経験を積み、満を持して舞台化が実現した。

### メインスタッフ
|                        | Episode1                                         | Episode2                                         | Episode3                                         | Episode4                                         | Episode5                                         | Episode6                                         |
| ---------------------- | ------------------------------------------------ | ------------------------------------------------ | ------------------------------------------------ | ------------------------------------------------ | ------------------------------------------------ | ------------------------------------------------ |
| 原作                   | 竜騎士07                                         | 竜騎士07                                         | 竜騎士07                                         | 竜騎士07                                         | 竜騎士07                                         | 竜騎士07                                         |
| 脚色・演出             | 伊藤マサミ                                       | 伊藤マサミ                                       | 伊藤マサミ                                       | 伊藤マサミ                                       | 伊藤マサミ                                       | 伊藤マサミ                                       |
| 殺陣振付               | N/A                                              | 芹澤良                                           | N/A                                              | 芹澤良                                           | 芹澤良                                           | 芹澤良                                           |
| ダンス振付             | N/A                                              | N/A                                              | 山田せいら                                       | 山田せいら                                       | 山田せいら                                       | 山田せいら                                       |
| ダンス振付             | N/A                                              | N/A                                              | N/A                                              | N/A                                              | N/A                                              | 渡部加奈                                         |
| 技術監督               | N/A                                              | N/A                                              | N/A                                              | N/A                                              | 寅川英司                                         | 寅川英司                                         |
| 舞台監督               | 森貴裕                                           | 森貴裕                                           | 森貴裕                                           | 森貴裕                                           | 佐藤あおい                                       | 佐藤あおい                                       |
| 音響                   | 志水れいこ                                       | 志水れいこ                                       | 志水れいこ                                       | 志水れいこ                                       | 志水れいこ                                       | 志水れいこ                                       |
| 音響                   | 古川直幸                                         | N/A                                              | N/A                                              | N/A                                              | N/A                                              | N/A                                              |
| 照明                   | 島田雄峰                                         | 島田雄峰                                         | 島田雄峰                                         | 島田雄峰                                         | 島田雄峰                                         | 島田雄峰                                         |
| 美術                   | 宮坂貴司                                         | 宮坂貴司                                         | 宮坂貴司                                         | 宮坂貴司                                         | 宮坂貴司                                         | 宮坂貴司                                         |
| 映像                   | 常光博武                                         | 常光博武                                         | 常光博武                                         | 常光博武                                         | 常光博武                                         | 常光博武                                         |
| 映像                   | N/A                                              | N/A                                              | N/A                                              | 川崎貴司                                         | 川崎貴司                                         | N/A                                              |
| 衣裳                   | 鶴岡寛恵                                         | 鶴岡寛恵                                         | 鶴岡寛恵                                         | 鶴岡寛恵                                         | 鶴岡寛恵                                         | 鶴岡寛恵                                         |
| 小道具                 | 高田紋吉                                         | 高田紋吉                                         | 高田紋吉                                         | 高田紋吉                                         | 高田紋吉                                         | 枦山兼                                           |
| ヘアメイク・カツラ製作 | 茂木美緒                                         | 茂木美緒                                         | 茂木美緒                                         | 茂木美緒                                         | 茂木美緒                                         | 茂木美緒                                         |
| ヘアメイク・カツラ製作 | N/A                                              | N/A                                              | N/A                                              | N/A                                              | N/A                                              | 杉田智子                                         |
| スチール撮影・デザイン | 横山隆人                                         | 圓岡淳                                           | 圓岡淳                                           | 圓岡淳                                           | 圓岡淳                                           | 圓岡淳                                           |
| 映像収録               | EventBox合同会社                                 | EventBox合同会社                                 | EventBox合同会社                                 | EventBox合同会社                                 | EventBox合同会社                                 | EventBox合同会社                                 |
| 製作                   | 株式会社フォーチュレスト                         | 株式会社フォーチュレスト                         | 株式会社フォーチュレスト                         | 株式会社フォーチュレスト                         | 株式会社フォーチュレスト                         | 株式会社フォーチュレスト                         |
| 主催                   | 進戯団 夢命クラシックス 株式会社フォーチュレスト | 進戯団 夢命クラシックス 株式会社フォーチュレスト | 進戯団 夢命クラシックス 株式会社フォーチュレスト | 進戯団 夢命クラシックス 株式会社フォーチュレスト | 進戯団 夢命クラシックス 株式会社フォーチュレスト | 進戯団 夢命クラシックス 株式会社フォーチュレスト |
| 協賛                   | 株式会社オーイズミ 株式会社エルフィン            | N/A                                              | 株式会社オーイズミ 株式会社エルフィン            | 株式会社オーイズミ 株式会社エルフィン            | 株式会社オーイズミ 株式会社エルフィン            | 株式会社オーイズミ 株式会社エルフィン            |

### キャスト
|                | Episode1   | Episode2   | Episode3   | Episode4   | Episode5   | Episode6   |
| -------------- | ---------- | ---------- | ---------- | ---------- | ---------- | ---------- |
| 右代宮戦人     | 川隅美慎   | 川隅美慎   | 川隅美慎   | 川隅美慎   | 川隅美慎   | 川隅美慎   |
| ベアトリーチェ | 大原さやか | 稲田ひかる | 稲田ひかる | 稲田ひかる | 鈴木亜里紗 | 鈴木亜里紗 |
| ベアトリーチェ | 大原さやか | 稲田ひかる | 稲田ひかる | 稲田ひかる | N/A        | 稲田ひかる |
| 右代宮金蔵     | 石坂勇     | 斎藤志郎   | 斎藤志郎   | 斎藤志郎   | 斎藤志郎   | N/A        |
| 右代宮蔵臼     | 高橋広樹   | 塚本拓弥   | 塚本拓弥   | 塚本拓弥   | 塚本拓弥   | 塚本拓弥   |
| 右代宮夏妃     | 舞原鈴     | 舞原鈴     | 舞原鈴     | 舞原鈴     | 舞原鈴     | 舞原鈴     |
| 右代宮夏妃     | N/A        | 本宮光     | N/A        | N/A        | N/A        | N/A        |
| 右代宮朱志香   | 青木陽菜   | 青木陽菜   | 青木陽菜   | 大滝紗緒里 | 大滝紗緒里 | 大滝紗緒里 |
| 右代宮秀吉     | 佐藤圭右   | 佐藤圭右   | 佐藤圭右   | 佐藤圭右   | 佐藤圭右   | 佐藤圭右   |
| 右代宮絵羽     | 平湯樹里   | 平湯樹里   | 平湯樹里   | 平湯樹里   | 篠原千夏   | 篠原千夏   |
| 右代宮譲治     | 伊藤孝太郎 | 鷲尾修斗   | 伊藤孝太郎 | 伊藤孝太郎 | 伊藤孝太郎 | 伊藤孝太郎 |
| 右代宮留弗夫   | 森山栄治   | 森山栄治   | 福地教光   | 福地教光   | 森山栄治   | 森山栄治   |
| 右代宮霧江     | 矢澤梨央   | 矢澤梨央   | 矢澤梨央   | 矢澤梨央   | 矢澤梨央   | 矢澤梨央   |
| 右代宮楼座     | 滑川恭子   | 滑川恭子   | 滑川恭子   | 滑川恭子   | 滑川恭子   | 滑川恭子   |
| 右代宮真里亞   | 阿部恵理奈 | 菖蒲千明   | 菖蒲千明   | 菖蒲千明   | 安田世理   | 安田世理   |
| 呂ノ上源次     | 船木まひと | 船木まひと | 船木まひと | 船木まひと | 船木まひと | 船木まひと |
| 紗音           | MIO        | MIO        | MIO        | MIO        | MIO        | MIO        |
| 嘉音           | YAE        | YAE        | YAE        | YAE        | YAE        | YAE        |
| 郷田俊朗       | 小磯一斉   | 小磯一斉   | 小磯一斉   | 小磯一斉   | 小磯一斉   | 小磯一斉   |
| 熊沢チヨ       | 青田いずみ | 青田いずみ | 青田いずみ | 青田いずみ | 青田いずみ | 青田いずみ |
| 南條輝正       | 加藤隆浩   | 加藤隆浩   | 加藤隆浩   | 加藤隆浩   | 加藤隆浩   | 加藤隆浩   |

|                          | Episode3                 | Episode4                 | Episode5                 | Episode6                 |
| Episode3から登場する人物 | Episode3から登場する人物 | Episode3から登場する人物 | Episode3から登場する人物 | Episode3から登場する人物 |
| ------------------------ | ------------------------ | ------------------------ | ------------------------ | ------------------------ |
| 右代宮縁寿               | 香田メイ                 | 香田メイ                 | N/A                      | 香田メイ                 |
| エヴァ・ベアトリーチェ   | 柴田茉莉                 | 柴田茉莉                 | N/A                      | N/A                      |
| ワルギリア               | 仲谷明香                 | 仲谷明香                 | 仲谷明香                 | 仲谷明香                 |
| ロノウェ                 | 加藤靖久                 | 加藤靖久                 | 加藤靖久                 | 加藤靖久                 |
| Episode4から登場する人物 |                          |                          |                          |                          |
| ベルンカステル           | N/A                      | 田中万葉                 | 田中万葉                 | 田中万葉                 |
| ラムダデルタ             | N/A                      | 藤野あさひ               | 藤野あさひ               | 藤野あさひ               |
| ガァプ                   | N/A                      | 山田せいら               | 山田せいら               | 山田せいら               |
| さくたろう               | N/A                      | 田中悠貴                 | N/A                      | N/A                      |
| 天草十三                 | N/A                      | 鷲尾修斗                 | N/A                      | 鷲尾修斗                 |
| Episode5から登場する人物 |                          |                          |                          |                          |
| 古戸ヱリカ               | N/A                      | N/A                      | 遥りさ                   | 遥りさ                   |
| ドラノール・A・ノックス  | N/A                      | N/A                      | 砂田理子                 | 砂田理子                 |
| Episode6から登場する人物 |                          |                          |                          |                          |
| 八城十八                 | N/A                      | N/A                      | N/A                      | 桜井しおり               |
| ゼパル                   | N/A                      | N/A                      | N/A                      | 本宮光                   |
| フルフル                 | N/A                      | N/A                      | N/A                      | 藤本結衣                 |

|            | Episode1      | Episode2                   | Episode3                   | Episode4                   | Episode4                   | Episode5                              | Episode6                              |
| 前編       | Episode1      | Episode2                   | Episode3                   | 後編                       |                            | Episode5                              | Episode6                              |
| ---------- | ------------- | -------------------------- | -------------------------- | -------------------------- | -------------------------- | ------------------------------------- | ------------------------------------- |
| Butterfly  | 倭香 渡部加奈 | 倭香 渡部加奈              | 倭香 渡部加奈              | 倭香 渡部加奈              | 倭香 渡部加奈              | 倭香 渡部加奈                         | 倭香 渡部加奈                         |
| Butterfly  | 山田せいら    | 山田せいら                 | 山田せいら                 | 山田せいら                 | N/A                        | N/A                                   | N/A                                   |
| Butterfly  | 本宮光        | 打出菜摘                   | 打出菜摘                   | 打出菜摘                   | 打出菜摘                   | 打出菜摘                              | 打出菜摘                              |
| Butterfly  | N/A           | N/A                        | 山城なつみ                 | 山城なつみ                 | 山城なつみ                 | 山城なつみ                            | 山城なつみ                            |
| Butterfly  | N/A           | N/A                        | 竹道星来                   | 竹道星来                   | 竹道星来                   | 片田ミチル 美月花音 吉田あゆ 東島愛海 | 片田ミチル 美月花音 吉田あゆ 東島愛海 |
| Butterfly  | N/A           | N/A                        | 香田メイ                   | 工藤成珠                   | 工藤成珠                   | 工藤成珠                              | N/A                                   |
| Atmosphere | N/A           | 林田寛之 小野流星 高寺雪緒 | 林田寛之 小野流星 高寺雪緒 | 林田寛之 小野流星 高寺雪緒 | 林田寛之 小野流星 高寺雪緒 | 林田寛之 小野流星 高寺雪緒            | 林田寛之 小野流星 高寺雪緒            |
| Atmosphere | N/A           | 橋本直也                   | 橋本直也                   | 橋本直也                   | 橋本直也                   | 村上慶翔 大浦司 吉岡宏輝              | 村上慶翔 大浦司 吉岡宏輝              |
| Atmosphere | N/A           | 岩切チャボ                 | 本宮光                     | 本宮光                     | 本宮光                     | 本宮光                                | N/A                                   |
| Atmosphere | N/A           | 岩切チャボ                 | 吉田園子                   | 吉田園子                   | 吉田園子                   | N/A                                   | N/A                                   |
| Atmosphere | N/A           | N/A                        | N/A                        | 柴田茉莉                   | N/A                        | N/A                                   | N/A                                   |

### 主題歌・挿入歌（舞台）

#### オープニングテーマ
「片翼の鳥」
Episode1からEpisode4前編までのオープニングテーマ。歌唱・作曲・編曲は志方あきこ、作詞は波乃渉。
「うみねこのなく頃に」
Episode4後編およびEpisode5のオープニングテーマ。歌唱・作曲・編曲は志方あきこ、作詞はみとせのりこ。

#### エンディングテーマ
「Butterfly's Cipher」
Episode4前編のエンディングテーマ。歌唱は本木咲黒、作詞は佐倉かなえ、作曲・編曲はxaki。
「Discode」
Episode4後編のエンディングテーマ。歌唱は佐倉かなえ、作詞は佐倉かなえとsunny、作曲はcap、編曲はxaki。

#### 挿入歌
「オカルティクスの魔女（Zwei Ver.）」
Episode5の挿入歌。歌唱はAyumu、作詞・作曲は志倉千代丸。
「Beautiful Tomorrow」
Episode5の挿入歌。歌唱は本木咲黒、作詞は佐倉かなえ、作曲・編曲はxaki、原曲はdaiとラック眼力。

### 公演リスト
| vol | 編                                               | 会場                                      | 公演日程                |
| --- | ------------------------------------------------ | ----------------------------------------- | ----------------------- |
| 7   | Episode1                                         | CBGKシブゲキ!!                            | 2022年 3月31日 - 4月3日 |
| 8   | Episode2                                         | こくみん共済 coop ホール / スペース・ゼロ | 2023年 9月7日 - 10日    |
| 9   | Episode3                                         | こくみん共済 coop ホール / スペース・ゼロ | 2024年 2月22日 - 25日   |
| 10  | Episode4 - 前編『-UNtruth-』 - 後編『-End me.-』 | こくみん共済 coop ホール / スペース・ゼロ | 9月6日 - 9日            |
| 11  | Episode5                                         | こくみん共済 coop ホール / スペース・ゼロ | 2025年 2月20日 - 24日   |
| 12  | Episode6                                         | こくみん共済 coop ホール / スペース・ゼロ | 9月5日 - 8日 （予定）   |

### EVE
進戯団 夢命クラシックスによる『うみステ』シリーズの前夜祭イベント。昼公演と夜公演の二部制で開催される。内容はキャストによるトークショー、「お茶会」および「裏お茶会」の特別上演、次回公演の最新情報発表などを含む。

#### メインスタッフ（EVE）
|                              | Ep.2 EVE   | Ep.3 EVE                                         | Ep.4 EVE                                         | Ep.5 EVE                                         | Ep.6 EVE                                         |
| ---------------------------- | ---------- | ------------------------------------------------ | ------------------------------------------------ | ------------------------------------------------ | ------------------------------------------------ |
| 原作                         | 竜騎士07   | 竜騎士07                                         | 竜騎士07                                         | 竜騎士07                                         | 竜騎士07                                         |
| イベント構成・脚色・演出・MC | 伊藤マサミ | 伊藤マサミ                                       | 伊藤マサミ                                       | 伊藤マサミ                                       | 伊藤マサミ                                       |
| メインビジュアルイラスト     | 桃山ひなせ | 鈴木次郎                                         | 夏海ケイ                                         | れもたろ                                         | 桃山ひなせ                                       |
| 振付                         | 未公表     | 未公表                                           | 芹澤良                                           | N/A                                              | N/A                                              |
| 音響                         | 未公表     | 未公表                                           | 相川幸恵                                         | 相川幸恵                                         | 相川幸恵                                         |
| 音響                         | 未公表     | 未公表                                           | N/A                                              | N/A                                              | 吉村卓宏                                         |
| 照明                         | 紺野浩史   | 紺野浩史                                         | 紺野浩史                                         | N/A                                              | 紺野浩史                                         |
| 映像                         | 未公表     | 未公表                                           | 橋本史織                                         | 川崎貴司                                         | 常光博武                                         |
| 衣裳                         | 未公表     | 未公表                                           | 鶴岡寛恵                                         | 鶴岡寛恵                                         | 鶴岡寛恵                                         |
| ヘアメイク                   | 未公表     | 未公表                                           | 茂木美緒                                         | 茂木美緒                                         | 茂木美緒                                         |
| ヘアメイク                   | 未公表     | 未公表                                           | N/A                                              | N/A                                              | 杉浦なおこ 青山亜耶                              |
| 制作                         | 未公表     | 株式会社フォーチュレスト                         | 株式会社フォーチュレスト                         | 株式会社フォーチュレスト                         | 株式会社フォーチュレスト                         |
| 主催                         | 未公表     | 進戯団 夢命クラシックス 株式会社フォーチュレスト | 進戯団 夢命クラシックス 株式会社フォーチュレスト | 進戯団 夢命クラシックス 株式会社フォーチュレスト | 進戯団 夢命クラシックス 株式会社フォーチュレスト |

#### 公演リスト（EVE）
| タイトル 特別上演内容                                | 会場                  | 出演者（トークショー）                            | 出演者（特別上演） | 公演日         |
| ---------------------------------------------------- | --------------------- | ------------------------------------------------- | ------------------ | -------------- |
| Ep.2 EVE Ep.1お茶会                                  | 渋谷ストリーム ホール | 出演者                                            | お茶会             | 2023年 6月24日 |
| Ep.3 EVE Ep.2裏お茶会                                | 青山グランドホール    | 各部共通 第一部のみ 滑川恭子第二部のみ 山田せいら | 裏お茶会           | 12月9日        |
| Ep.4 EVE - 第一部：Ep.3お茶会 - 第二部：Ep.3裏お茶会 | 東京証券会館ホール    | 各部共通 第一部のみ 第二部のみ                    | お茶会 裏お茶会    | 2024年 7月27日 |
| Ep.5 EVE Ep.4裏お茶会                                | 東京証券会館ホール    | 各部共通 第一部のみ 第二部のみ                    | 裏お茶会           | 2025年 1月13日 |
| Ep.6 EVE Ep.5裏お茶会（7月20日のみ）                 | 東京証券会館ホール    | 7月19日 7月20日 竜騎士07                          | 裏お茶会           | 7月19日 - 20日 |

## 関連商品

### 書籍
- うみねこのなく頃に 真相解明読本[95]（双葉社）
  1. Episode1 2007年11月23日初版 ISBN 978-4-575-16468-8
  2. Episode2 2008年6月19日初版 ISBN 978-4-575-16475-6
  3. Episode3 2008年11月25日初版 ISBN 978-4-575-16478-7
  4. Episode4 2009年4月17日初版 ISBN 978-4-575-16481-7
- うみねこのなく頃に散 真相解明読本[95]
  1. Episode5 2009年11月20日初版 ISBN 978-4-575-16483-1
  2. Episode6 2010年4月21日初版 ISBN 978-4-575-16485-5
  3. Episode7 2010年12月17日初版 ISBN 978-4-575-16486-2
  4. Episode8 2011年6月10日初版 ISBN 978-4-575-16487-9
- 最終考察 うみねこのなく頃に（アスキー・メディアワークス） 2009年7月24日初版 ISBN 978-4-04-867972-5
- うみねこのなく頃に 公式キャラクター&アナライズブック（ジャイブ） 2010年2月20日初版 ISBN 978-4-86176-750-0
- 最終考察 うみねこのなく頃に散 Answer to the golden witch Episode 5-8（アスキー・メディアワークス） 2011年4月9日初版 ISBN 978-4-04-870465-6
- うみねこのなく頃に 最後で最初の贈りもの（双葉社） 2015年12月18日発売 ISBN 978-4-575-30977-5
  - 『うみねこのなく頃に翼』収録の全短編と各所で配布・販売された未収録(2015年12月時点)小冊子の内容を収めた短編集。作中にある作者解説、及びある短編によって、本編で明かされなかった真相・トリックの一部が説明されている。

### カードゲーム
Lycee
シルバーブリッツのトレーディングカードゲーム、Lyceeに参戦している。収録エキスパンションは、07th Expansion1.0など。